# Crise anglophone au Cameroun
Une proposition de fusion est en cours entre Crise anglophone au Cameroun et Manifestations de 2016-2017 au Cameroun anglophone.
Batailles
- Batibo
- Menka
- Ekona Mbenge
- Ndop
- Wum
- Nkwen
- Opération Free Bafut
- Opération Bamenda Clean
- Opération Bui Clean
- Bamessing
- Njitapon
- Bambui
- Kumbo

- Ekondo-Titi
- Course de l'espoir
- Nkambé

- Ngarbuh
- Kumba
- Mautu
- Ekondo-Titi
- Obonyi II
- Missong
- Akwaya
- Bakinjaw
- Bamenda
- Egbekaw
- Bamenyam

La crise anglophone au Cameroun aussi appelée la guerre d'Ambazonie, est un conflit armé qui se déroule depuis 2017 dans les deux régions anglophones du Cameroun, le Nord-Ouest et le Sud-Ouest, opposant le gouvernement camerounais à divers groupes séparatistes. Ce conflit est lié à la situation socio-politique spécifique de ces régions depuis fin 2016. Cette crise, initialement basée sur des revendications corporatistes des avocats et enseignants, bascule progressivement vers des revendications sécessionnistes fortes en raison des réponses jugées insuffisantes du gouvernement, du refus d'ouvrir un débat sur le retour au fédéralisme et de nombreuses violations des droits humains par les forces de sécurité.
En septembre 2017, des séparatistes prennent les armes et lancent une vague d'attentats contre les forces gouvernementales, les lieux publics et les écoles. Le 1er octobre 2017, le leader séparatiste Sisiku Julius Ayuk Tabe déclare symboliquement l'indépendance des régions anglophones sous le nom de république fédérale d'Ambazonie, déclenchant des manifestations réprimées dans le sang. Il devient également président de cette république autoproclamée. En novembre 2017, une série d'attaques meurtrières visant les forces de sécurité sont attribuées aux indépendantistes. En réponse, les autorités lancent des opérations militaires dans les régions anglophones en décembre de la même année.
En janvier 2018, le leader séparatiste Sisiku Julius Ayuk Tabe et neuf de ses partisans sont arrêtés au Nigeria et extradés vers le Cameroun. Le 20 août 2019, ils sont condamnés à la prison à vie. Le 11 septembre 2019, le président Paul Biya annonce qu'un « grand dialogue national » se tiendra à la fin du mois pour résoudre le conflit. À l'issue de cette concertation, un « statut spécial » est accordé aux régions anglophones. Malgré cet évènement, les violences se poursuivent.
Depuis son déclenchement, le conflit a fait plus de 6 000 morts et a contraint plus d'un millier de personnes à fuir leur domicile, avec des exactions commises ou attribuées aux deux camps.

## Contexte

### Période coloniale
Le conflit trouve ses racines dans une histoire coloniale tumultueuse. En 1884, le roi Ndumbe Lobe Bell et l'explorateur allemand Gustav Nachtigal signent le traité germano-douala, qui fait du Cameroun un protectorat allemand. En 1918, après la défaite de l'Allemagne lors de la Première Guerre mondiale, le protectorat est divisé en deux ; sa partie orientale, soit 4⁄5 du territoire, est confiée à la France et sa partie occidentale, soit 1⁄5 du territoire, au Royaume-Uni, sous mandat de la Société des Nations (SDN). À la fin de la Seconde Guerre mondiale, la SDN, devenue l'Organisation des Nations unies (ONU), confie le Cameroun à son Conseil de tutelle dont la mission est de l'accompagner vers l'indépendance.

### Décolonisation, passage d'un État fédéral à un État unitaire et présidence de Paul Biya
Le 1er janvier 1960, le Cameroun français accède à l'indépendance sous le nom de « république du Cameroun » avec comme président Ahmadou Ahidjo. Le 11 février 1961, l'ONU organise un référendum au Cameroun britannique qui exclut l'indépendance totale du territoire et propose aux électeurs deux options : l'indépendance par rattachement au Cameroun ou l'indépendance par rattachement au Nigeria. La partie nord choisit de rejoindre le Nigeria, tandis que la partie sud choisit de rejoindre le Cameroun pour former la « république fédérale du Cameroun » le 1er octobre 1961. En 1966, le chef d'État dissout les partis politiques et crée un parti unique, l'Union nationale camerounaise (UNC). Le 20 mai 1972, à l'issue d'un référendum constitutionnel, le chef d'État proclame la république unie du Cameroun, mettant ainsi fin au fédéralisme,.
Le 6 novembre 1982, Paul Biya, Premier ministre depuis 1975, est élu président de la République à la suite de la démission d'Ahmadou Ahidjo. Dès son arrivée au pouvoir, il nomme et révoque les postes clés pour assurer sa continuité. À ses débuts, il promet de placer son mandat sous le signe du « Renouveau ». Le 22 août 1983, il divise la région anglophone en deux provinces : Nord-Ouest et Sud-Ouest. Seul candidat à l'élection présidentielle de 1984, Paul Biya est réélu. En mai 1984, il adopte le nom « république du Cameroun » au lieu de « république unie du Cameroun ». En 1985, il crée son parti, le Rassemblement démocratique du peuple camerounais (RDPC). Il est réélu en 1988, toujours sous la bannière du parti unique, puis à cinq reprises, malgré l'instauration du multipartisme en 1990. Paul Biya règne d'une main de fer sur son pays, confronté à des défis économiques et sociaux majeurs, caractérisés par une extrême pauvreté touchant 26 % de la population et une corruption endémique jusqu'au sommet de l'État, ainsi qu'à des problèmes sécuritaires.

### Malaise de la minorité anglophone depuis la fin du fédéralisme
Le passage d'un État fédéral à un État unitaire conduit à l'émergence de revendications identitaires de la part de la minorité anglophone, qui représente 20 % de la population,. Cette transition est perçue par certains anglophones comme une trahison et le début de leur « marginalisation » au sein de l'État. Au début des années 1990, alors que le pays revenait au multipartisme, le mouvement All Anglophone Congress (AAC) conteste la légitimité du référendum de 1972 et propose le retour au fédéralisme tandis que des mouvements plus radicaux appellent à la sécession,. En avril 1993, à la suite d'une conférence de l'AAC, la « Déclaration de Buéa » est publiée. Elle énumère les nombreux griefs des anglophones à l'égard du pouvoir central et appelle à un retour à l'État fédéral.
Face au refus du gouvernement de discuter d'un retour au fédéralisme, le Cameroon Anglophone Movement (CAM), l'une des plus grandes associations affiliées au mouvement AAC, déclare l'indépendance des régions anglophones le 3 décembre 1993. Cette position est soutenue par une deuxième conférence qui se tient à Bamenda en 1994. Cette dernière déclare que si le gouvernement « persiste dans son refus d'engager des réformes constitutionnelles substantielles, ou ne les réalise pas dans un laps de temps raisonnable », elle proclamera « l'indépendance du Southern Cameroons, en prenant toutes les mesures nécessaires pour défendre et préserver la souveraineté et l'intégrité territoriale de celui-ci ».
En 1995, le Conseil national du Cameroun méridional (CNCM), un parti politique qui appelle à la sécession voit le jour. En décembre 1999, ses membres prennent le contrôle d'une station locale de la Cameroon Radio Television (CRTV) à Buéa et proclament l'indépendance de la « république du Cameroun méridional ». Le 1er octobre 2001, à l'occasion du 40e anniversaire de la réunification du Cameroun, une manifestation pacifique organisée par des séparatistes dans les villes de Kumbo et Bamenda est violemment réprimée par la police. Au moins trois militants sont tués et cinq sont blessés à Kumbo. Des leaders séparatistes sont arrêtés.
Les facteurs justifiant les griefs de la minorité anglophone se situent dans le processus de décolonisation du Cameroun britannique et la gestion de la réunification du Cameroun ; on peut associer à cela la mauvaise gouvernance et une centralisation excessive du pouvoir politique. Par exemple, sont détaillés par les évêques les points suivants (présents au Cameroun francophone et anglophone) :

« La sous-représentation des anglophones dans les jurys des concours d'entrée aux grandes écoles, dans les ministères, dans le gouvernement ; L'anglais (pourtant langue officielle au même titre que le français) n'est pas toujours employé dans les examens d'État, des documents publics, ou par les fonctionnaires qui se rendent dans les régions anglophones ; Une majorité de magistrats, personnel enseignant ou sanitaire, francophones dans ces régions ; La négligence des infrastructures de l'Ouest anglophone ; L'incompréhension du sous-système éducatif anglophone et du système juridique par les fonctionnaires francophones ; La marginalisation des anglophones dans l'admission à certaines grandes écoles »

### Situation socio-politique à la veille du conflit
En novembre 2016, des enseignants déplorent la nomination de francophones dans les régions anglophones et des juristes rejettent la suprématie du droit romain au détriment de la common law. La majorité des leaders de la contestation réclament un retour au fédéralisme, tandis qu'une minorité réclame l'indépendance et la proclamation d'un nouvel État, l'« Ambazonie ». Le pouvoir exécutif rejette ces deux revendications. Dès décembre 2016, les manifestations en zone anglophone, réprimées par les forces de l'ordre, font les premiers morts civils. D'autres suivront lors de manifestations, durement réprimées par les forces de l'ordre. Le 17 janvier 2017, plusieurs leaders anglophones à la tête des manifestations sont arrêtés et inculpés d'« actes de terrorisme ». Le président Paul Biya abandonne les poursuites en août. Entre janvier et avril, Internet est coupé en zone anglophone.

## Déroulement

### 2017
Le 11 septembre, un engin explosif vise une patrouille de la gendarmerie nationale à Bamenda. Le 15 septembre, un commando de trois hommes attaque une base militaire à Besongabang, tuant trois soldats et en blessant gravement un autre, avant de prendre la fuite. Le 16 septembre, un premier attentat à la bombe vise le marché de Bamenda, suivi quelques minutes plus tard par un second dans le quartier d'Hospital Round About. Une seule des deux bombes explose, deux autres bombes de fabrication identique sont découvertes au Palais des congrès de la ville. Aucune des explosions n'a fait de blessés. Toutes ces actions sont revendiquées par les Forces de défense de l'Ambazonie (FDA), qui se définissent comme l'« armée de l'Ambazonia » et affirment s'être déployées dans les régions anglophones. À la suite des attaques, l'armée ratisse le terrain. Le même jour, un cocktail Molotov est lancé contre le dortoir d'un collège à Mankon, près de Bamenda. Le 20 septembre, trois policiers sont grièvement blessés dans une explosion à Bamenda. Le 22 septembre, une double explosion a lieu à Douala, près de la Société camerounaise de dépôts pétroliers (SCDP), sans faire de victime. Les autorités évoquent une double explosion d'origine « criminelle » bien qu'elle ne soit pas revendiquée. Des séparatistes prennent d'assaut la maison du Fon Angwafo III de Mankon pour y hisser le drapeau de l'Ambazonie.
Le 1er octobre, le leader séparatiste Sisiku Julius Ayuk Tabe déclare symboliquement l'indépendance des régions anglophones sous le nom de république fédérale d'Ambazonie, dont il devient le « président », provoquant des manifestations de soutien. Les manifestants sont violemment dispersés et au moins 17 personnes sont tuées dans les régions anglophones, selon Amnesty International et des sources officielles. Cinq détenus sont tués lors d'une tentative d'évasion de la prison de Kumbo. Dans la nuit du 2 au 3 octobre, une bombe artisanale explose à proximité de locaux de la police à Bamenda, sans faire de blessés. L'explosion n'est pas revendiquée. Le 19 octobre, l'International Crisis Group (ICG) publie un rapport appelant le président Paul Biya à « prendre ses responsabilités » et à « agir vite » dans les régions anglophones, où la « répression meurtrière » des autorités alimente un risque d'« insurrection armée ». Le 20 octobre, les forces de sécurité découvrent et neutralisent une bombe artisanale devant une école à Bamenda. Le 28 octobre, la résidence familiale de l'avocat Felix Agbor Balla, l'un des leaders de la minorité anglophone, est incendiée, après qu'il eut demandé la reprise de l'école.
Le 6 novembre, un gendarme est tué à Jakiri. Le 7 novembre, deux gendarmes sont tués à Bamenda. Ce dernier incident porte à trois le nombre de gendarmes tués en deux jours dans cette région. En réaction, le préfet du département du Mezam annonce l'instauration d'un couvre-feu d'une durée de trois semaines. Dans la nuit du 9 au 10 novembre, un gendarme est égorgé dans la localité d'Akwem, près de Mamfé. Il s'agit du quatrième militaire tué depuis une semaine. Le 12 novembre, « un groupe de jeunes hommes » incendie le dortoir des jeunes filles d'un collège, dans la région du Sud-Ouest. Dans la nuit du 12 au 13 novembre, quatre bombes artisanales explosent à Bamenda sans faire de victimes. Le 17 novembre, le président Paul Biya salue la mémoire des quatre soldats tués dans les régions anglophones, dans un message lu à Bamenda lors d'une cérémonie en l'honneur des victimes. Dans la nuit du 18 au 19 novembre, au moins quatre personnes, dont un policier, sont blessées à Bamenda, où plusieurs coups de feu sont entendus. Dans la nuit du 28 au 29 novembre, quatre soldats sont tués dans la région du Sud-Ouest. Ce dernier incident porte à huit le nombre de soldats tués dans la zone anglophone en moins d'un mois. Dans la nuit du 29 au 30 novembre, deux policiers sont tués et un autre policier et un soldat sont blessés lors d'une attaque dans la localité d'Otu. La mort de ces deux policiers porte à dix le nombre de membres des forces de sécurité tués dans les régions anglophones en moins d'un mois.

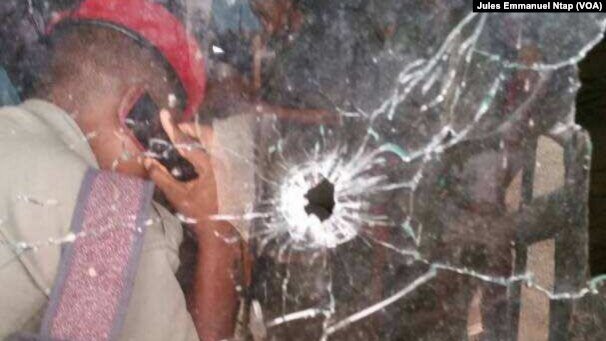
Impact de balle sur une fenêtre de la gendarmerie de Nsanakang, le 8 décembre 2017.

Dans la nuit du 4 au 5 décembre, un groupe armé attaque un poste militaire à Kembong, blessant deux gendarmes. Le 7 décembre, l'armée entre dans la Manyu, reprenant deux villages. Dans la nuit du 7 au 8 décembre, des assaillants tentent de prendre possession d'un poste de gendarmerie à Nsanakang. Les affrontements qui ont suivi ont tué une dizaine d'assaillants et un gendarme. Cinq soldats sont également blessés. Dans la nuit du 9 au 10 décembre, des assaillants attaquent l'armée à Kumba. Selon des sources sécuritaires, l'affrontement qui s'est ensuivi a fait un bilan provisoire de plusieurs blessés et morts dans les rangs des assaillants, et de cinq blessés dans les rangs de l'armée. Le 14 décembre, des affrontements entre l'armée et des séparatistes présumés éclatent dans la localité de Dadi, près de Mamfé. L'armée annonce qu'elle a repris le contrôle de la localité et que plusieurs séparatistes ont été neutralisés. Le 15 décembre, le gouvernement affirme avoir repoussé une attaque de séparatistes contre une brigade de gendarmerie dans une localité de la Manyu. L'armée sécurise la ville de Mamfé, en partie avec des troupes d'élite. Le 18 décembre, en représailles aux attaques séparatistes, l'armée commence à détruire des dizaines de maisons de civils et tue plusieurs personnes. Quatre gendarmes sont tués par des séparatistes présumés à Kembong. Cette attaque porte à quinze le nombre de membres des forces de sécurité tués en moins de deux mois. Le 25 décembre, une trentaine d'assaillants attaquent une brigade de gendarmerie à Toko. L'offensive de décembre implique également des débordements occasionnels à la frontière nigériane. Fin décembre, plusieurs groupes séparatistes émergent, les FDA apparaissant comme le plus important. Pendant la campagne de guérilla menée dans les départements de la Manyu et du Mezam, ils affrontent l'armée à treize reprises. Les séparatistes étendent leur emprise à la fin de l'année et sont actifs dans cinq départements.

### 2018
Dans la nuit du 5 au 6 janvier, un inspecteur de police est tué et un gendarme est blessé lors d'une attaque à l'arme blanche à Mbonge. Le 14 janvier, un gendarme est tué dans le village de Kwakwa. Selon un journaliste sur place, des séparatistes avaient barricadé la route dans cette localité et pris en otage deux militaires, dont l'un a été tué et décapité. En représailles, les forces de sécurité ont réduit le village en cendres, comme le montrent les images satellite et autres preuves photographiques recueillies par Amnesty International. Le même jour, un autre gendarme est tué à Ekondo-Titi. Le 15 janvier, un gendarme est tué à Wum. Le même jour, des hommes armés non identifiés attaquent des édifices, des commerces et certains établissements scolaires dans des localités de la région du Sud-Ouest. Les militants séparatistes depuis l'étranger évoquent « une opération menée par les Amba Tigers ». Le 19 janvier, des individus armés non identifiés tentent de prendre d'assaut une base du Bataillon d'intervention rapide (BIR), unité d'élite de l'armée, à Mbengwi, avant d'être repérés par une sentinelle. De violents affrontements éclatent alors entre les forces de défense et les assaillants, qui seraient tous neutralisés, selon le porte-parole de l'armée, le colonel Didier Badjeck. Le même jour, le bloc administratif du lycée de Balikumbat est incendié et une tentative d'incendie du collège catholique Sainte Rita est avortée. Dans la nuit du 23 janvier, les auteurs réussissent à incendier le dortoir des filles. Le 25 janvier, un gendarme est tué dans une attaque de séparatistes présumés à Kumbo. Une bombe artisanale explose au passage d'un véhicule de l'armée, transportant des éléments du BIR à Ekok et blesse deux soldats. Toujours à Ekok, des hommes armés non identifiés attaquent une gendarmerie. L'attaque est repoussée par le BIR. Le 29 janvier, des gendarmes mènent une opération militaire à Danare dans l'État de Cross River au Nigeria contre les militants réfugiés dans la communauté. 15 bombes sont découvertes près de Bamenda. Certaines explosent et d'autres sont neutralisées par les forces de sécurité. Jusqu'au 30 janvier, des affrontements ont lieu dans la localité de Dadi, tuant quatre séparatistes et blessant un soldat.

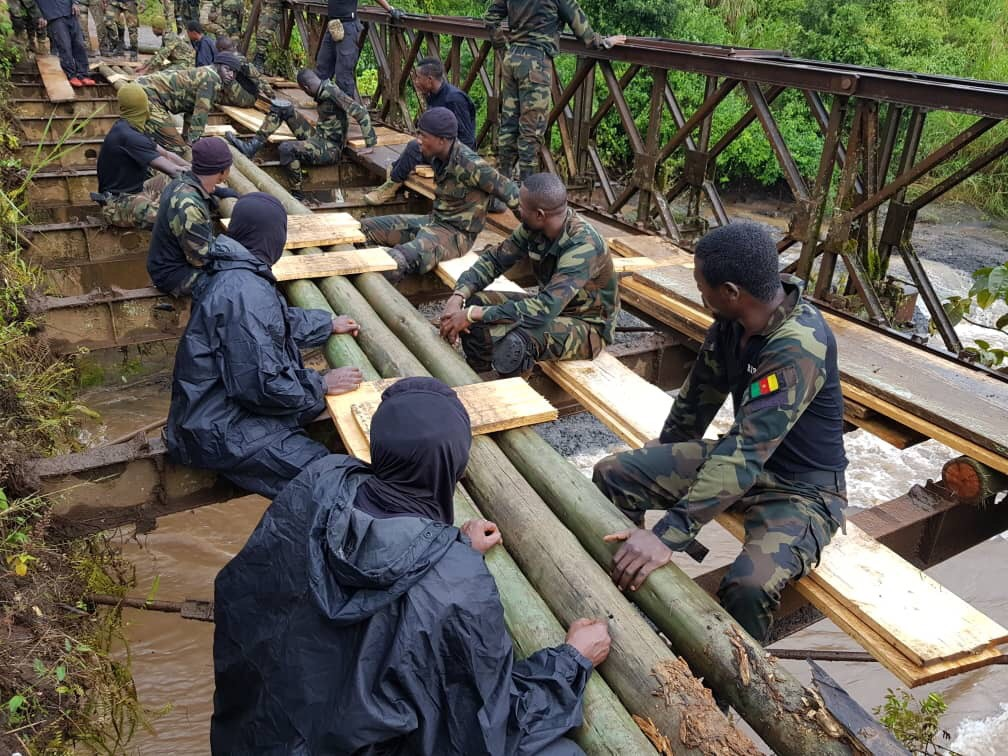
Soldats camerounais sur un pont, en direction de Wum, en décembre 2018.

Le 1er février, des séparatistes attaquent un check-point tenu par des gendarmes dans la localité de Mbingo, tuant deux d'entre eux. À Bamenda, des individus à moto ont « abattu un militaire ». Un civil a également succombé à ses blessures à l'hôpital de Bamenda après avoir été touché par des tirs de soldats lors d'une opération dans la ville voisine de Santa. Une attaque de séparatistes présumés a lieu dans le village de Pinyin. À la suite de cette attaque, plusieurs civils blessés par balles sont hospitalisées. Le 2 février, deux civils sont tués par des gendarmes à la sortie de Bamenda, sur la route menant à la ville voisine de Bafut. Dans la zone de Belo, un jeune est abattu par des forces de sécurité. Dans la nuit du 3 au 4 février, des affrontements entre les forces de sécurité et les séparatistes présumés éclatent à Bamenda faisant un nombre indéterminé de victimes. Un civil est tué dans la ville. Dans la nuit du 6 au 7 février, la résidence du préfet du département de la Meme et une gendarmerie sont attaquées par des membres de l'Armée de restauration de l'Ambazonie (ARA) à Kumba. Deux membres du groupe sont tués et un gendarme est blessé. Le 8 février, un soldat est poignardé à mort à Bamenda. En réponse, l'armée mène une opération de bouclage le lendemain. Le 10 février, le gouvernement camerounais instaure un couvre-feu d'une semaine dans les deux régions anglophones en raison de menaces d'« attaques imminentes » de séparatistes. Le 11 février, lors de la Fête de la Jeunesse, trois gendarmes sont tués à Kembong. Selon le colonel Didier Badjeck, porte-parole de l'armée camerounaise, des petites villes du sud-ouest et du nord-ouest sont également le théâtre d'attaques. Toutes auraient été maîtrisées sans que personne soit tué. À Batibo, au sud de Bamenda, un sous-préfet est enlevé et sa voiture est incendiée. Le 14 février, le délégué régional des Affaires sociales du Nord-Ouest est enlevé à Batibo. Les FDA revendiquent l'enlèvement. Le 16 février, un gendarme est tué à Kumba. Le 20 février, quatre séparatistes sont tués par le bataillon de marine à Mundemba après une attaque ratée contre la gendarmerie. Un soldat est également blessé lors des affrontements. Le 24 février, des séparatistes présumés attaquent la localité de Munyenge, visant l'armée et la gendarmerie. Des échanges de tirs ont lieu pendant plusieurs heures et un gendarme est tué au cours de ces affrontements. À Njinikom, des séparatistes présumés attaquent une station-service Total et une brigade de gendarmerie. Ils saccagent également les commerces et les garages aux alentours. Cette attaque provoque une fusillade entre les assaillants et les forces de sécurité, tuant trois personnes, dont deux séparatistes. Le 27 février, des affrontements entre les forces de défense et de sécurité et des assaillants éclatent dans le village d'Ikassa, à la suite de l'attaque d'un des postes des deux bataillons de la marine à Mundemba, tuant trois séparatistes présumés. Une paroisse est par ailleurs endommagée lors des combats. Dans la nuit du 28 février au 1er mars, la résidence de l'opposant John Fru Ndi, président du Front social démocrate (SDF), est incendié par des inconnus à Bamenda.
Le 2 mars, le corps d'un gendarme est retrouvé près de Mundemba. Il aurait été tué par des séparatistes présumés avant d'être jeté dans un cours d'eau. Le 3 mars, une bataille a lieu à Batibo, provoquant des pertes sans précédent des deux côtés et force plus de 4 000 habitants à fuir. Le 7 mars, un soldat est tué lors d'une attaque menée par des hommes armés non identifiés contre un avant-poste de la marine à Mundemba. Les forces de défense affirment avoir tué plus de douze assaillants. Dans la nuit du 7 au 8 mars, des hommes armés attaquent une école et enlèvent un soldat à Batibo. Le corps décapité du soldat est ensuite retrouvé quelques heures plus tard. Trois élèves sont également blessés. Le 8 mars, journée internationale des femmes, un groupe d'assaillants attaquent la place de la commune d'Akwaya, blessant un policier. Le 10 mars, un gendarme est tué à Batibo. Le 11 mars, deux élèves gendarmes sont tués et quatre autres sont blessés lors d'une attaque contre un poste de gendarmerie à Songwa. Le 13 mars, un affrontement entre des séparatistes et les forces de sécurité à Nguti fait plusieurs morts. Le 15 mars, deux Tunisiens sont enlevés par un groupe armé dans la région du Sud-Ouest. Le 17 mars, un cadre de l'administration et une trentaine de personnes sont enlevées par des séparatistes dans la région du Sud-Ouest. Quatre personnes sont blessés dans l'attaque du cortège d'un ministre à Alou. Des classes sont incendiées dans un établissement à Bomaka, ainsi que le petit séminaire de Lewoh. Le 18 mars, la résidence du ministre délégué Paul Tasong, est incendiée par des séparatistes présumés dans la localité de M'mouckbie. Le 20 mars, trois otages sont libérés par l'armée lors d'une « opération spéciale ». Selon un communiqué du gouvernement, cette opération permet « la libération de trois des employés d'une société tunisienne enlevés le 15 mars par des terroristes » dans la région du Sud-Ouest, dont un ingénieur tunisien. La source précise que le deuxième ingénieur a été « assassiné par ses ravisseurs ». Le 22 mars, un fonctionnaire est tué et un préfet blessé dans une attaque attribuée aux séparatistes dans la région du Sud-Ouest. Le 25 mars, lors des élections sénatoriales, des séparatistes présumés prennent pour cible à deux reprises un commissariat de police et un bureau de vote dans l'arrondissement de Bangem. Ces attaques sont repoussées et deux assaillants sont tués, selon une source militaire. À Belo, l'entrée de la ville est bloquée pendant plusieurs heures par des assaillants. Le 26 mars, un séparatiste présumé, soupçonné d'avoir espionné la résidence du préfet de la Meme, Ntou'ou Ndong Chamberlain, à la solde d'un groupe armé, est tué à Kumba. Des sources locales rapportent qu'après sa mort, des échanges de tirs ont lieu entre soldats et assaillants, sans faire de victimes. Le 28 mars, quinze séparatistes présumés sont tués et sept soldats sont blessés lors d'affrontements à Ekondo-Titi.
Le 2 avril, douze otages occidentaux sont libérés par l'armée dans la région du Sud-Ouest. Le 8 avril, un juge est enlevé par des hommes armés à Ewelle ; il est libéré trois jours plus tard. Le 13 avril, plusieurs localités de la région du Sud-Ouest dont Buéa et Mundongo sont le théâtre d'attaques simultanées menées par des séparatistes faisant un mort dans les rangs de l'armée. Le 20 avril, le convoi du gouverneur de la région du Sud-Ouest, Bernard Okalia Bilai est attaqué à deux reprises par des hommes armés dans le village de Lewoh faisant plusieurs blessés. Les 20 et 21 avril, deux soldats en renfort sont morts après que leur véhicule a sauté sur une mine près de Menji. Deux autres soldats sont tués au cours d'affrontements avec des séparatistes et un troisième décès est enregistré plus tard à l'hôpital. Le corps d'un gendarme décapité est également retrouvé dans la localité. Trois blessés sont également signalés du côté de l'armée. Du côté des séparatistes, le bilan est estimé à au moins quinze morts. Dans la région du Nord-Ouest, plusieurs groupes armés tentent d'attaquer des positions de l'armée. Ces attaques sont repoussées et quatre assaillants sont tués. Le 25 avril, les séparatistes forcent l'armée à se retirer de Belo après les combats. À Andek, un soldat est abattu. À Kumba, un enseignant de lycée est abattu par des hommes cagoulés, tandis qu'un élève est blessé au cours de l'assaut. Des combats ont suivi dans la même ville entre militaires et séparatistes. Le 26 avril, l'International Crisis Group (ICG) publie un rapport sur la situation, indiquant que le conflit s'aggrave. Le 27 avril, une enseignante enceinte est tuée par des hommes armés qui ont attaqué son école à Muyuka. Le 28 avril, deux gendarmes sont tués à Bali Nyonga. Le 29 avril, deux soldats sont tués dans la même ville. Le 30 avril, un prêtre catholique est brièvement kidnappé par des séparatistes à Belo. Le directeur d'une école secondaire d'un village proche de Belo est enlevé avant d'être libéré plus tard dans la journée.
Le 3 mai, un camion de la marine circulant entre Kumba et Ekondo-Titi est attaqué dans le village de Babongo. Les affrontements qui ont suivi ont fait 20 morts parmi les séparatistes, selon le gouverneur de la région du Sud-Ouest, Bernard Okalia-Bilai. Le 4 mai, trois soldats sont tués, deux sont blessés et un est porté disparu lors d'une attaque menée par des séparatistes présumés à Mbonge. Le 8 mai, des hommes armés enlèvent l'épouse d'un colonel de l'armée de l'air dans le village d'Ediki. Selon certaines sources, les ravisseurs exigent une rançon pour la libération de l'otage. Le 9 mai, un commissariat de police est attaqué par des hommes armés non identifiés à Muyuka. Les assaillants saccagent les locaux, libèrent quatre détenus et emportent des armes. Le 20 mai, jour de la fête nationale, un poste de contrôle de l'armée est attaqué à Belo. À Batibo, des hommes armés tentent d'empêcher la célébration de la fête. Le bilan provisoire de ces deux attaques est de 10 séparatistes présumés et deux soldats tués. Un important stock de matériel de guerre est saisi, selon l'armée et des sources médicales. Dans la région du Sud-Ouest, un policier est tué à Ekona et le maire de Bangem et son adjoint sont enlevés par des hommes armés. Le 25 mai, un affrontement entre forces de sécurité et un groupe armé retranché dans un motel fait 32 morts à Menka. Deux chefs d'établissement sont enlevés par des hommes armés non identifiés dans la région du Sud-Ouest. Dans la nuit du 29 au 30 mai, une église choisie pour accueillir les « audiences publiques » de la Commission nationale pour la promotion du bilinguisme et du multiculturalisme (CNPBM) est la cible d'une tentative d'incendie criminel à Bamenda. Fin mai, l'armée reprend partiellement Belo, avec des combats qui se poursuivent autour de la ville. Cette ville est presque entièrement abandonnée par ses habitants.
Le 1er juin, un gendarme en civil, pris pour un séparatiste, est tué par des éléments du BIR dans la localité de Lih. Dans la nuit du 1er au 2 juin, la résidence du ministre chargé de Mission à la présidence de la République Victor Arrey Nkongho Mengot, est incendiée à Mbinjong. Le 5 juin, un inspecteur de police est enlevé par un groupe armé entre Njinikom et Belo. Le 9 juin, un soldat est tué près de Furu-Awa. Le 13 juin, un gendarme est blessé lors d'une attaque attribuée aux séparatistes dans le village de Kotto. Le 15 juin, des hommes armés attaquent les postes de contrôle de la gendarmerie, forçant les gendarmes à s'enfuir. Cela leur permet d'occuper le poste de Muyuka. La route Buéa-Kumba est bloquée par les assaillants et des soldats sont déployés. Le 16 juin, un couple de militants du parti au pouvoir sont tués à Batibo. Le gouvernement accuse les séparatistes. Du 16 au 17 juin, des combats éclatent entre soldats et séparatistes à Ekona. Le trafic est interrompu après que les séparatistes ont déversé du sable sur les voies, et l'antenne de l'opérateur de téléphonie mobile MTN est détruite. Bien que les pertes liées aux affrontements ne soient pas confirmées, le gouvernement déclare plus tard que plus de 40 soldats et policiers sont morts dans la seconde moitié du mois de juin, dans les régions anglophones. Le 18 juin, un camp de séparatistes est démantelé dans la localité de Masuma. Le 19 juin, la route Buéa-Kumba est partiellement rouverte. Le 21 juin, une patrouille de police est attaquée par des hommes armés à Bamenda, tuant un policier et un assaillant. Plusieurs policiers sont blessés. Dans la localité d'Alabukam, un camp de séparatistes est démantelé lors d'une opération militaire. À Limbé, un gendarme est tué et deux autres enlevés lors d'une attaque attribuée aux séparatistes. Des suspects sont arrêtés. Des hommes armés, soupçonnés d'appartenir aux FDA, font irruption à Bangem et enlèvent quatre hommes d'affaires. À Mutengene, trois gendarmes sont attaqués, deux d'entre eux sont pris en otage et le troisième est abattu. L'attaque est attribuée aux séparatistes. Dans la nuit du 26 au 27 juin, une gendarmerie est attaquée à Babadjou par des individus non identifiés. L'attaque est attribuée aux séparatistes. Dans la nuit du 28 au 29 juin, des affrontements éclatent entre l'armée et les séparatistes à Mamfé et Tiko. Le 29 juin, les séparatistes érigent des barrages routiers et attaquent l'armée à Buéa. Près du village de Tudig, un gendarme est tué et cinq autres sont blessés dans une attaque. Dans la nuit du 30 juin au 1er juillet, un commissariat est attaqué par des hommes armés à Buéa. Peu après, les assaillants attaquent et saccagent une station-service à proximité. Les attaques sont revendiquées par les séparatistes.
Le 1er juillet, une gendarmerie est incendiée par des séparatistes à Penda Mboko. Le 8 juillet, un commissaire de police est tué à Kumba. Le 9 juillet, des séparatistes font irruption pour la première fois à Buéa et affrontent les forces de défense et de sécurité pendant plusieurs heures. Au moins deux policiers sont tués dans les affrontements, tandis qu'une source hospitalière donne un chiffre plus élevé de cinq policiers et un civil tués. Le responsable de Buéa affirme qu'un autre policier est enlevé. Depuis le 9 juillet, selon une source proche des services de santé, plusieurs personnes, dont des civils, sont tuées à Kumba lors d'opérations militaires. Le 10 juillet, la situation reste tendue à Buéa, où des coups de feu sont à nouveau entendus. Le 11 juillet, cinq étudiants universitaires sont abattus par des soldats à Bambili, selon l'ONG Centre pour les droits de l'homme et la démocratie en Afrique (CDHDA). Dans la nuit du 11 au 12 juillet, des affrontements entre militaires et séparatistes éclatent à Kumba. Le 12 juillet, quatre soldats et un journaliste sont blessés et plusieurs assaillants sont tués lors d'une attaque contre le convoi du ministre de la Défense, Joseph Beti Assomo à Kumba. À Batibo, des soldats tuent 15 civils, dont un enseignant et sept membres de sa famille, selon le CDHDA. Le 14 juillet, des hommes armés bloquent le passage d'un camion appartenant à la Société anonyme des Brasseries du Cameroun (SABC) à Limbé et y mettent le feu, avant de s'enfuir. La ville est restée bloquée pendant les affrontements qui ont suivi. Deux des assaillants sont tués. Le 17 juillet, une personne est tuée à Bamenda, où des affrontements entre l'armée et les séparatistes sont signalés. Le 18 juillet, un policier est décapité à Wum par des séparatistes présumés. Le 20 juillet, un prêtre est tué à Bomaka par des individus non identifiés. Le 26 juillet, un prélat est tué à Widikum. Dans la nuit du 28 au 29 juillet, 160 détenus s'évadent lors de l'attaque de leur prison dans la région du Nord-Ouest par des hommes armés.

Selon l'armée camerounaise, en août, un officier supérieur de la marine est torturé et enterré vif à Mundemba par des séparatistes. Le 4 août, le sous-préfet du Menchum Valley est enlevé par des individus non identifiés. Le 5 août, quatre gendarmes sont tués lors d'une attaque contre une brigade de gendarmerie locale à Esu, près de Wum. À Mutengene, près de Buéa, un officier de police est assassiné à son domicile par des inconnus. Le 12 août, un chef traditionnel est assassiné par des hommes armés près d'une église à Ekondo-Titi. L'attaque est attribuée aux séparatistes. Le 14 août, un soldat est torturé à mort puis enterré par des séparatistes présumés à Ediki. À Banga Bakundu, quatre séparatistes sont tués dans des affrontements. À Babungo, le convoi du député du RDPC Njingum Musa Mbuto est attaqué. Des affrontements s'ensuivent, tuant quatre soldats. Le 17 août, des agents de santé sont tués, une infirmière est blessée et un centre de santé est incendié à Mbengwi. Le ministère de la Santé attribue ces actes aux séparatistes. Un camp d'entraînement séparatiste est démantelé dans la Manyu. Le 21 août, un camp d'entraînement séparatiste est pris d'assaut par le bataillon amphibie du BIR à Malende. Au moins 16 séparatistes sont tués dans les combats. Plusieurs autres sont capturés. Le 22 août, quatre camions appartenant à l'entreprise de construction française Sogea-Satom sont incendiés par une dizaine d'hommes armés dans la région du Nord-Ouest. Le 24 août, deux gendarmes sont tués lors de l'attaque d'une brigade par des séparatistes présumés à Zhoa, près de Wum. 21 assaillants sont « neutralisés » et des armes sont saisies lors de la riposte de l'armée, selon son porte-parole. En parallèle, l'armée incendie le village. Toujours dans la région du Nord-Ouest, des affrontements entre l'armée et les Forces de restauration du Cameroun méridional (FRCM) éclatent sur l'axe routier Esu-Wum à la suite d'une embuscade tendue par les séparatistes contre un contingent de soldats aux alentours de Wum. Les combats se soldent par la mort de trois soldats, la saisie d'armes par les séparatistes et la destruction d'un bâtiment administratif dans la localité de Banekuma. Dans la région du Sud-Ouest, des coups de feu retentissent dans le quartier de Molyko Mua à Buéa. À Tiko, des hommes armés attaquent des employés de la Cameroon Development Corporation (CDC), faisant de nombreux blessés.

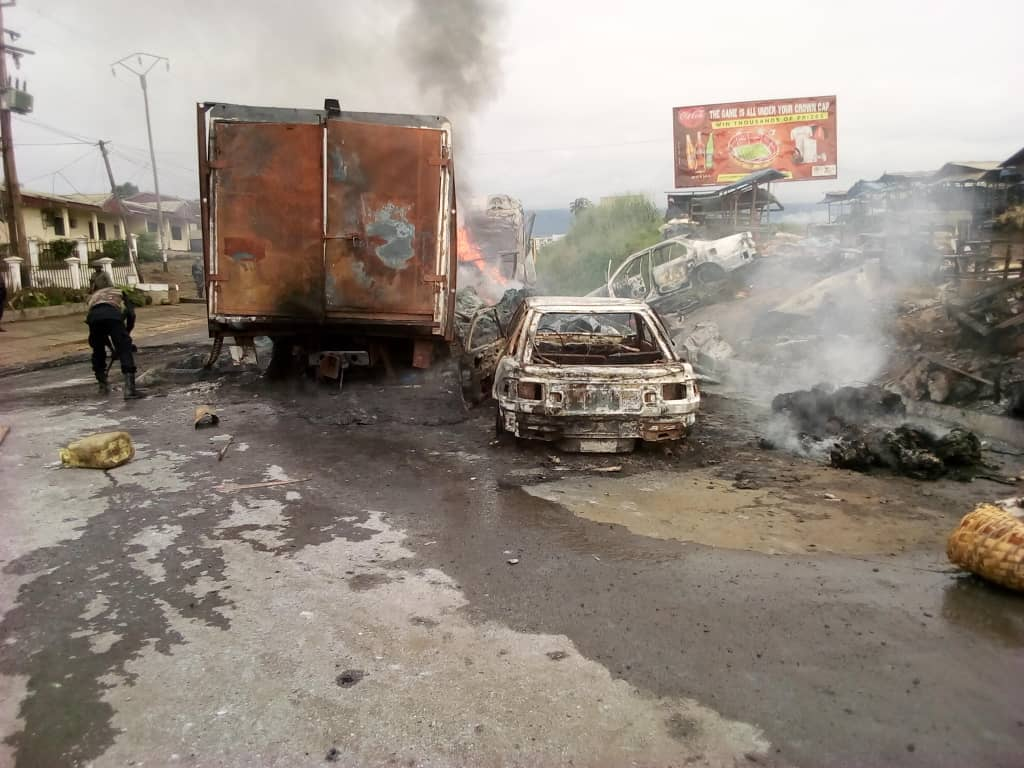
Véhicules incendiés après des affrontements à Buéa, le 11 septembre 2018.

Le 3 septembre, un lycée est attaqué par des hommes armés à Bafut ; sept élèves et le chef d'établissement sont portés disparus. Le 4 septembre, cinq élèves restent introuvables après la libération de deux d'entre eux et du proviseur. Ce dernier est « gravement blessé », selon la source proche de la direction de l'établissement. De violents combats ont lieu à Muyuka, où l'armée lance une opération. À Wum, 27 séparatistes présumés sont tués. Près de Chomba, au moins 15 d'entre eux sont tués lors d'un raid militaire. À Bamenda, l'hôtel où résidait la ministre de l'Éducation de base, Adidja Alim, est attaqué. Des hommes armés non identifiés font irruption dans le bâtiment avant d'être rapidement repoussés par les soldats qui montaient la garde à l'extérieur de l'hôtel. Une chasse à l'homme s'en est suivie dans les rues de Bamenda, marquée par des coups de feu. Selon des témoins oculaires, cinq des assaillants sont tués. Un pick-up et des armes sont également saisis. Toujours à Bamenda, des hommes armés à bord d'un véhicule font irruption et tentent de prendre d'assaut une banque. Les soldats qui gardaient la banque réussissent à les neutraliser, faisant cinq morts parmi les insurgés. Le 5 septembre, le porte-parole du gouvernement, Issa Tchiroma Bakary, publie un communiqué de presse faisant état de l'assassinat du directeur d'une école à Bamali, d'une attaque contre un lycée à Kumbo et d'une autre contre un collège à Buéa. Dans la nuit du 8 au 9 septembre, un chauffeur d'autocar est tué et plusieurs personnes sont blessés dans l'attaque d'un convoi de bus par des individus armés dans le village d'Akum, près de Bamenda. Le 9 septembre, plus de 50 séparatistes mènent trois attaques coordonnées, sur des cibles multiples à Oku, brûlant le commissariat de police, détruisant les biens de l'officier divisionnaire adjoint, volant un fourgon de police et enlevant trois policiers. En réaction, les autorités instaurent un couvre-feu à Bamenda. Le 11 septembre, des affrontements entre l'armée et les séparatistes éclatent à Buéa, faisant quatre morts dont un policier. Près de Bali, l'armée mène des raids sur les positions tenues par les séparatistes. Selon une source policière, quinze séparatistes sont tués. L'armée récupère une dizaine de fusils de fabrication artisanale, un important stock de munitions et quinze téléphones portables. Le 12 septembre, une école publique est incendiée par des hommes armés dans le village de Fongo-Ndeng. L'attaque est attribuée aux séparatistes. À Buéa, un chef traditionnel est enlevé par des hommes armés. Dans la nuit du 13 au 14 septembre, au moins six séparatistes sont tués lors d'une attaque contre l'armée à Bamenda. 

Le 14 septembre, trois séparatistes sont blessés lors d'une opération à Ashum. Un important stock d'armes, de munitions de mitrailleuses et un engin explosif sont saisis. Le 17 septembre, un commando d'hommes armés attaquent une école à Buéa, faisant 20 blessés. À Njikwa, un camp de séparatistes présumés est démantelé lors d'un raid militaire. Une vingtaine de séparatistes présumés sont tués. Deux soldats sont blessés au cours de l'opération. Le 18 septembre, Amnesty International authentifie deux vidéos montrant un gendarme décapité par des séparatistes. Le 24 septembre, deux civils sont abattus à Buéa. À Balikumbat, le poste de gendarmerie et le bureau d'Elections Cameroon (Elecam) sont incendiés par des séparatistes. Le 25 septembre, des hommes armés attaquent une prison à Wum et libèrent 117 détenus. Dans la nuit du 26 au 27 septembre, deux policiers sont tués et une policière blessée par des séparatistes à Limbé. Le 27 septembre, les séparatistes forcent la police et la gendarmerie à se retirer de Balikumbat. À Buéa, six civils sont abattus par des policiers et un autre est blessé à Babuti, un quartier du centre-ville. Par ailleurs, des échanges de tirs entre soldats et séparatistes sont signalés à Bamenda. Le 28 septembre, un camp de séparatistes présumés est détruit et six d'entre eux sont tués à Ndop. Des armes et des munitions sont saisies et les barrages routiers des séparatistes sont démantelés. Le 30 septembre, à l'approche du premier anniversaire de la proclamation d'indépendance le 1er octobre, les autorités imposent un couvre-feu de 48 heures dans les régions anglophones. Cette mesure vise à empêcher la reconduction de manifestations de masse qui ont eu lieu l'année dernière. Ainsi, il est interdit de se déplacer au-delà des limites des subdivisions et les rassemblements de quatre personnes ou plus en public sont interdits. Les entreprises et les parcs automobiles sont fermés. Dans le même temps, en prévision de l'élection présidentielle, les séparatistes appellent à des villes mortes, bloquant les principales routes, avec des arbres ou des épaves de voitures. Tout au long de la journée, l'armée et les séparatistes s'affrontent à Buéa, Bamenda et dans d'autres villes. Quatre hommes armés sont tués dans un affrontement avec les forces de sécurité à Tatum.

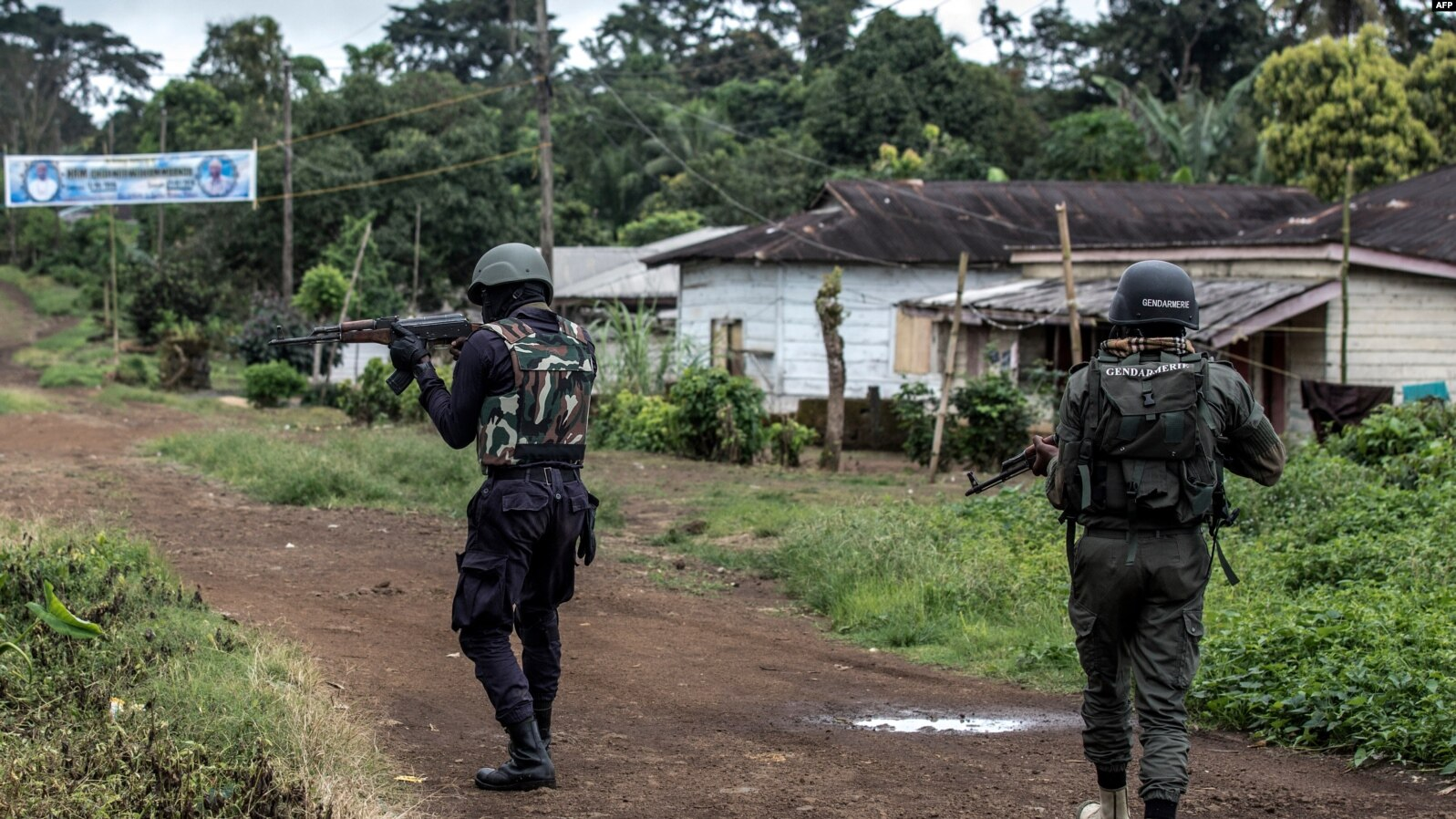
Policier et gendarme camerounais patrouillant à Lysoka, près de Buéa, le 7 octobre 2018.

Le 1er octobre, des tirs sont entendus dans plusieurs endroits de Buéa. Le 3 octobre, un gendarme et un civil sont tués à Kumba. Le 4 octobre, un prêtre est tué par un soldat devant une église à Bamenda. Au moins une personne est tuée à Buéa. Le 5 octobre, trois séparatistes sont tués dans des affrontements avec l'armée dans un quartier de Buéa. À Kumba, un séparatiste est tué par l'armée dans un quartier de la ville. Le 6 octobre, la maison de l'ancien Premier ministre Simon Achidi Achu, est incendiée à Santa. Dans la nuit du 6 au 7 octobre, un tribunal est incendié par des hommes armés à Kumba. Le 7 octobre, jour de l'élection présidentielle, trois séparatistes présumés qui tiraient sur des passants sont tués par les forces de l'ordre à Bamenda. À Bafut, des assaillants non identifiés tentent d'incendier un bureau de vote avant d'être repoussés. À Tanta, d'autres assaillants essayent de prendre d'assaut la résidence privée de Simon Achidi Achu, ils sont également repoussés. Des coups de feu d'origine inconnue sont entendus à la mi-journée à Buéa. Une voiture du quotidien gouvernemental Cameroon Tribune et celle du sous-préfet sont également ciblées. Le 10 octobre, le maire de Kumbo, membre du SDF, est enlevé. Le 13 octobre, des séparatistes enlèvent la sœur du leader d'opposition John Fru Ndi, à Baba II, avant d'incendier sa maison. Le 17 octobre, un adolescent de 13 ans est tué par les forces de sécurité à Muyuka. Le 18 octobre, trois soldats du BIR sont blessés lors d'affrontements avec des séparatistes à Buéa. Le 19 octobre, des séparatistes présumés attaquent une école publique à Bamenda, enlevant plusieurs élèves, selon des journalistes et des habitants. L'information est démentie par les autorités. Le 21 octobre, au moins huit séparatistes sont tués dans des affrontements à Oku. À Baba, huit séparatistes présumés sont tués par l'armée. Le 22 octobre, des tirs sont entendus à Buéa, selon des témoins. Une source sécuritaire dément que des combats avaient eu lieu dans la ville. Le 23 octobre, une opération militaire d'un mois, baptisée « Le Sourire du Crocodile III », est lancée dans l'État de Cross River, au sud-est du Nigeria, pour lutter contre le trafic d'armes et le recrutement de mercenaires par les séparatistes. Plus de 800 hommes sont déployés dans l'État. La grande majorité d'entre eux sont des militaires, ainsi que des officiers de l'immigration et du renseignement. Dans le village de Ngarum, un soldat est tué et plusieurs autres sont blessés dans des affrontements. À Bombe Bakendo, sept séparatistes présumés sont tués lors d'une offensive militaire. À Buéa, une opération militaire permet la destruction d'un camp séparatiste et la saisie d'armes et de munitions. Un civil est tué et trois soldats sont blessés lors de cet affrontement. À Ndu, des affrontements entre l'armée et des séparatistes font 17 morts, dont deux soldats. À l'issue de cette opération, 8 otages sont libérés et des armes saisies selon une source militaire. Les 24 et 25 octobre, des tirs sont entendus à Bambui. Un universitaire est tué lors des affrontements. Une source sécuritaire confirme qu'un triangle de combats s'est formé depuis trois jours entre les localités de Bafut, Bambui et Bambili. Le 30 octobre, un missionnaire américain est tué à Bambui. Les autorités camerounaises évoquent que ce dernier a été la cible de « terroristes » lors d'une tentative d'attaque contre une brigade de gendarmerie et une zone universitaire tandis que le gouvernement américain évoque des « tirs croisés ». Dans la nuit du 31 octobre au 1er novembre, une personne est tuée, plusieurs personnes sont battues et de nombreuses maisons sont incendiées à Balikumbat. Ces événements sont attribués à l'armée. L'armée dément, mais affirme que le poste militaire local a été attaqué dans la commune. 

Le 1er novembre, des ouvriers agricoles d'une plantation publique sont mutilés par des séparatistes présumés à Tiko. Le 4 novembre, un sous-préfet est enlevé dans la région du Nord-Ouest. Le 5 novembre, 82 personnes dont 79 élèves sont enlevés par des hommes armés non identifiés à Bamenda. Outre les élèves, le directeur de la Presbyterian Secondary School de la ville, un enseignant et un chauffeur sont enlevés. Le 7 novembre, les écoliers enlevés sont libérés. Les 9 et 10 novembre, un professeur et un employé de l'université de Buéa sont enlevés. Le 12 novembre, un affrontement entre l'armée et les séparatistes fait 19 morts dans la localité de Mbot, près de Nkambé, selon le colonel Didier Badjeck. À la suite d'une opération de ratissage, sept corps sont également retrouvés, ce qui porte à 26 le nombre de séparatistes tués. Le 13 novembre, des violences éclatent dans la localité de Ndu. Selon l'armée, des séparatistes attaquent une brigade de gendarmerie et un bâtiment officiel. La riposte fait 27 morts parmi les séparatistes. Aucune perte n'est enregistrée du côté des forces de l'ordre. Deux soldats sont légèrement blessés. À Nwa, le maire de la commune est tué par des hommes armés. Le 20 novembre, un affrontement tue une dizaine de séparatistes et blesse neuf gendarmes à Bali. Le 21 novembre, les autorités annoncent la libération de 10 élèves enlevés la veille à Kumba et la mort de deux assaillants. Un prêtre kényan est tué à Kembong. Un convoi de l'armée tombe dans une embuscade tendue par des séparatistes à Lewoh, sur la route Menji-Alou ; un soldat est tué et onze autres blessés. Le 22 novembre, au moins 26 séparatistes sont tués lors d'une opération militaire à Bali. Au cours de ce même mois, plusieurs débordements importants sont constatés dans la région de l'Ouest. Le 27 novembre, un avocat est enlevé à son domicile par des hommes armés à Bamenda. Le 29 novembre, au moins 30 personnes sont enlevées par des hommes armés non identifiés à Bangourain et transportées dans des canoës à travers le réservoir du lac Bamendjing. À Kembong, un blindé de l'armée saute sur un engin explosif improvisé ; aucun soldat n'est mort, mais le véhicule est détruit.
Le 1er décembre, des affrontements entre les séparatistes et l'armée éclatent dans la région du Sud-Ouest. Selon des sources locales, la circulation sur la route reliant les villes de Buéa et Kumba reste paralysée jusqu'au 2 décembre en raison des combats. Des échanges de tirs sont également entendus à Ekona, Muea et Muyuka, et des renforts militaires sont déployés pour rouvrir la route, temporairement bloquée par les séparatistes. Le 10 décembre, un élèvé est tué lors d'affrontements entre forces de sécurité et séparatistes à Bamenda. Le 15 décembre, au moins cinq séparatistes sont sommairement exécutés, probablement par d'autres séparatistes. Le 16 décembre, plusieurs attaques attribuées aux séparatistes tuent un policier et en blessent 14 autres à Ndop. À Guzang, près de Batibo, au moins huit personnes sont tuées et plusieurs autres blessées dans des combats entre deux groupes séparatistes. Le 17 décembre, sept séparatistes présumés sont tués et quatre soldats blessés ainsi qu'une femme âgée dans des combats à Bamenda. Le 18 décembre, sept personnes dont six élèves et un enseignant sont enlevées par des séparatistes. Dans la nuit du 20 au 21 décembre, le commandant des FDA Ivo Mbah est tué lors d'un raid mené par le BIR dans la localité de Teke, près de Kumba. Le 22 décembre, la ville de Bangourain est attaquée de nouveau, ce qui conduit les séparatistes à accuser le gouvernement de mener une opération sous fausse bannière. Le 23 décembre, un membre du comité de vigilance de la ville est tué, plusieurs personnes sont blessées et des maisons sont incendiées lors d'une attaque menée par des séparatistes présumés dans la commune. Le 24 décembre, des combats entre séparatistes et armée éclatent à Ndop et Bamali. Le 26 décembre, des séparatistes présumés tentent d'attaquer Bangourain et deux d'entre eux sont tués par la population. Dans la nuit du 28 au 29 décembre, un soldat est enlevé puis tué par des séparatistes à Bamenda. Le 31 décembre, des séparatistes attaquent le convoi du gouverneur de la région du Nord-Ouest, Adolphe Lélé Lafrique, blessant au moins un soldat.

### 2019
Le 2 janvier, une douzaine d'employés de la CDC sont attaqués au camp de Sonne Likomba Estate de Tiko. Les assaillants coupent les doigts de quatre employés. Trois autres sont grièvement blessés et le camp est incendié. Le 6 janvier, des affrontements ont lieu à Muyuka, Bafut, Mundum et Mamfé. À Mamfé, deux séparatistes sont tués lorsque leur camp est attaqué par le BIR. Le 12 janvier, sept séparatistes sont tués par l'armée lors d'une « opération de reconnaissance offensive » dans le village d'Alabukam. L'opération permet la destruction d'un camp de séparatistes et la récupération d'armes légères, de munitions, d'uniformes militaires et de moyens de transport tels que des motocyclettes. Le 15 janvier, une trentaine de voyageurs sont enlevées par des séparatistes présumés sur un axe routier de la région du Sud-Ouest. Le 23 janvier, une dizaine de séparatistes sont tués lors d'une offensive militaire contre une base des séparatistes à Pinyin, selon le porte-parole de l'armée, le colonel Didier Badjeck. Dans la région du Sud-Ouest, les forces de sécurité saissisent des munitions et interpellent des complices présumés des séparatistes. Le 24 janvier, le commandant des Forces de défense du Cameroun méridional (FDCM), Andrew Ngoe est tué dans le village de Matoh. Le 28 janvier, au moins 14 séparatistes sont tués lors d'une offensive militaire à Bafut.

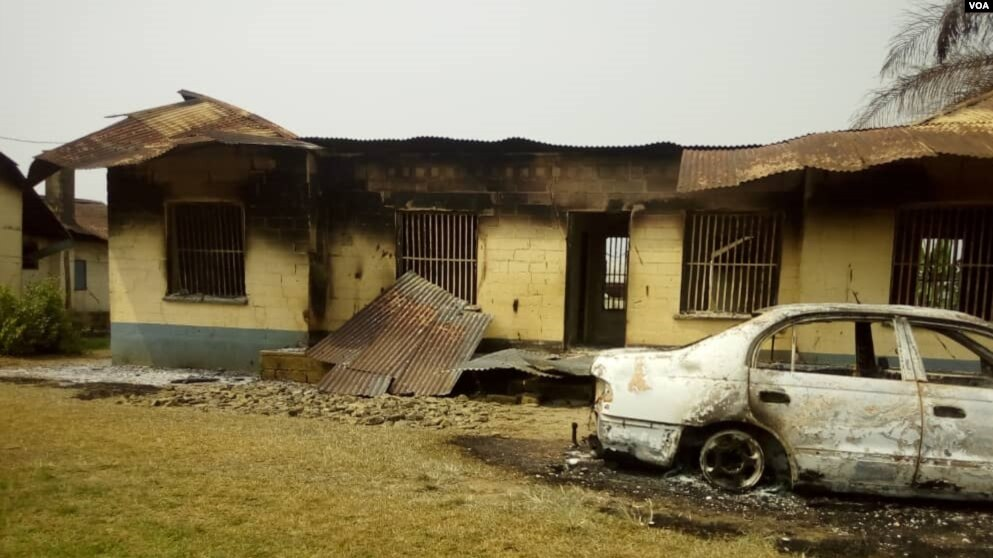
Bâtiment et véhicule calciné après l'incendie d'un hôpital à Kumba, le 12 février 2019.

Le 4 février, deux étudiants sont tués par des séparatistes présumés à Buéa. À Limbé, un soldat est tué. Les séparatistes imposent une ville morte de 10 jours, du 5 au 14 février, dans le but d'empêcher les célébrations de la Fête de la jeunesse du 11 février. Le 5 février, des tirs nourris sont entendus à Muyuka et Buéa. À Babadjou, un lycée est attaqué par des séparatistes présumés. Le 6 février, des tirs sont entendus dans le quartier de Bonduma à Buéa. Le corps d'un soldat décapité est retrouvé dans le quartier de Sandpit. De nombreuses personnes sont interpellées à Buéa. Le 11 février, des hommes armés tuent quatre personnes qui se trouvaient dans un hôpital de Kumba avant de l'incendier. Le 12 février, onze personnes sont blessées, dont plusieurs grièvement, lors de l'attaque du convoi du gouverneur de la région du Sud-Ouest, Bernard Okalia Bilai, à Kumba. Le 16 février, 200 élèves du collège de Kumbo sont enlevés avant que 170 d'entre eux soient libérés le jour suivant. Les recherches se poursuivent pour libérer les derniers otages. Le 17 février, un capitaine de l'armée est abattu par des séparatistes à Buéa. À Kumbo, des soldats entrent dans un hôpital à la recherche de séparatistes, selon une source locale. Selon cette source, les soldats menacent les patients, les médecins et les habitants qui ont fui leurs maisons pour se réfugier dans l'hôpital. Plusieurs sources affirment également que des maisons ont été incendiées par des soldats, notamment dans un village de la périphérie de Kumbo. Le porte-parole de l'armée précise pour sa part que de telles pratiques ne sont pas habituelles dans l'armée. En revanche, ajoute le colonel Didier Badjeck, si les soldats trouvent un abri terroriste avec des armes, il est détruit. « La réponse de l'armée est tout à fait proportionnée », ajoute-t-il. À Mombo, deux civils sont tués lors d'une attaque menée par des séparatistes. Le 19 février, six employés de la CDC sont mutilés par des séparatistes à Tiko. Le 21 février, un journaliste est enlevé près de son domicile à Bamenda avant d'être relâché deux jours plus tard.
Le 14 mars, l'armée incendie plusieurs maisons dans les départements du Donga-Mantung et du Menchum, et tue au moins 12 personnes. Le 16 mars, un policier est brûlé vif par des séparatistes à Bamenda. Le 19 mars, l'entraîneur du Young Sports Academy Bamenda (YOSA) est libéré après plusieurs heures de captivité. Dans la nuit du 19 au 20 mars, un ancien membre du gouvernement est enlevé dans sa résidence de Ntabesi, près de Bamenda. Le 20 mars, au moins quinze étudiants de l'université de Buéa, sont enlevés sur le campus universitaire avant d'être libérés dans la nuit du 21 au 22 mars. Le 27 mars, une tentative d'enlèvement a lieu à Buéa.
Le 1er avril, l'armée attaque un hôpital à Mbingo, tuant une femme et blessant une autre personne, selon Human Rights Watch (HRW). Dans la localité de Penda Mboko, trois gendarmes sont blessés lors d'une attaque. Dans la nuit du 1er au 2 avril, le premier adjoint au maire d'Idenau est enlevé à son domicile par des hommes armés. Le 4 avril, les séparatistes imposent une ville morte de 10 jours à Buéa. L'armée tue cinq civils lors d'une « attaque meurtrière » dans le village de Meluf, selon HRW. Le 6 avril, une femme décède après avoir été blessée par balle quelques minutes plus tôt alors qu'elle se rendait dans une paroisse. Le 7 avril, un vigile est hospitalisé, après avoir reçu une balle dans l'abdomen. Des tirs sont également entendus à Mile 2 à Limbé, où un important dispositif de sécurité est déployé à la suite de rumeurs de présence de séparatistes. Au cours du week-end, des affrontements entre des éléments des forces de défense et des séparatistes éclatent dans plusieurs quartiers de Buéa, faisant deux morts. Le 14 avril, quatre soldats et trois séparatistes sont tués à Bali. À Ekona Mbenge, au moins six personnes sont tuées lors d'une offensive militaire. Le lendemain, l'armée procède à des arrestations massives à Buéa, à la recherche de camps de séparatistes. Le 17 avril, une directrice d'école est enlevée par des hommes armés à Bamenda. Dans la nuit du 23 au 24 avril, plusieurs camps de séparatistes sont démantelés et six d'entre eux sont tués dans des combats à Kwakwa et Bafut. Le 24 avril, des hommes armés incendient la maison du maire de Fundong. Un gendarme est enlevé avant d'être tué par des séparatistes à Muyuka. Le 27 avril, l'opposant John Fru Ndi, est enlevé par des séparatistes à Kumbo, avant d'être libéré le jour même. Le 28 avril, un commissaire de police est abattu dans la localité de Sabongari. Le 30 avril, l'armée tue un civil et incendie au moins 10 maisons dans le village de Kikaikelaki. À Wum, plusieurs séparatistes et quatre soldats sont tués dans des affrontements.

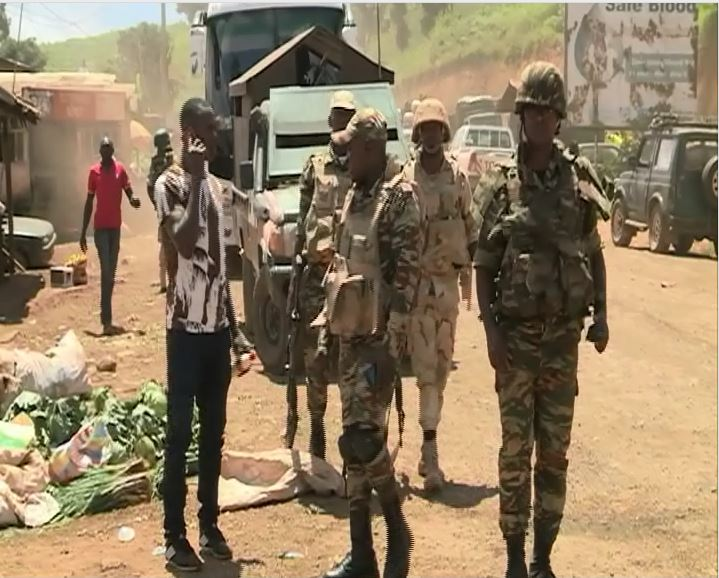
Soldats camerounais à Bamenda en mai 2019.

Le 15 mai, deux soldats sont tués à Mankon provoquant des représailles, au cours desquelles l'armée a incendié plus de 70 maisons, pillé des maisons et des magasins, tué un civil et abattu des animaux domestiques. Le 20 mai, jour de la Fête nationale, un bébé de 4 mois est tué à Muyuka et le 21 mai, un enseignant de lycée est décapité à Bamenda. Les séparatistes et l'armée s'accusent mutuellement d'être à l'origine des violences.
Le 2 juin, des séparatistes auraient attaqué le village de Naikom, demandant du « soutien ». Les personnes incapables d'apporter leur soutien sont battues et leurs maisons sont détruites. Environ cinq personnes sont blessées avant que les assaillants ne se retirent. Le 3 juin, des Mbororos et d'autres groupes minoritaires auraient pris d'assaut des maisons, une église et des magasins, notamment les palais de Naikom et de Waindu, en représailles aux attaques séparatistes. Le 15 juin, quatre policiers sont tués dans l'explosion d'une mine dans la localité d'Otu. Le 27 juin, l'opposant John Fru Ndi est enlevé pour la seconde fois en deux mois.
Le 3 juillet, des séparatistes attaquent un bateau militaire transportant 13 soldats, dans la Manyu. Trois soldats parviennent à s'échapper, deux sont secourus, un est retrouvé mort cinq jours plus tard, et sept sont portés disparus. Le 8 juillet, au moins deux gendarmes sont tués et plusieurs autres sont blessés, dans une embuscade à Ndop. Le 11 juillet, au moins sept séparatistes sont tués dans le village d'Esu. Le 12 juillet, des hommes armés enlèvent 30 passagers d'un bus passant par Belo. Dans la nuit du 14 au 15 juillet, un soldat et trois séparatistes sont tués dans un affrontement à Muea. Le 17 juillet, un soldat et cinq séparatistes sont tués à Mbiame. Du 21 au 22 juillet, un gendarme et quatre séparatistes sont tués dans des affrontements à Eyumodjock.
Le 4 août, des séparatistes tendent une embuscade et tuent un soldat et son chauffeur à Penda Mboko. Le 14 août, dans le but de saboter la nouvelle année scolaire, les séparatistes annoncent la mise en place de villes mortes dans les régions anglophones du 2 au 6 septembre et du 9 au 13 septembre, couvrant les deux premières semaines de l'année scolaire. Le 15 août, un policier est blessé lors d'une embuscade tendue par des séparatistes à Bali. Selon les autorités locales, plusieurs membres des forces de sécurité sont blessés dans l'embuscade. Le nombre de morts du côté séparatiste reste inconnu. Le 16 août, le policier succombe à ses blessures. La condamnation de leaders séparatistes entraîne une escalade du conflit et une série de villes mortes, mettant fin aux espoirs d'une rentrée scolaire normale prévue début septembre. En l'espace d'une semaine, les violences et l'incertitude poussent des dizaines de milliers de personnes à fuir les régions anglophones. En raison de l'escalade du conflit, les efforts mis en œuvre par le gouvernement pour rouvrir au moins 4 500 écoles avant le 2 septembre échouent.
Le 3 septembre, jour de la rentrée scolaire, des tirs sont entendus à Bamenda. Le 20 septembre, des tirs sont entendus à Bamenda près d'un hôtel abritant le ministre de l'Administration territoriale Paul Atanga Nji, et des hauts fonctionnaires de son ministère. Le 24 septembre, des soldats attaquent le palais de la chefferie de Bafut pendant une cérémonie, à la recherche de séparatistes, et se livrent au pillage du musée de la chefferie. La chefferie, qui est à l'épicentre du conflit, est inscrite depuis 2006 sur la liste indicative de sites du patrimoine mondial. Le 29 septembre, une gardienne de prison est tuée avant d'être mutilée à Bamenda. L'acte est attribué aux séparatistes.
Le 1er octobre, alors que le Grand dialogue national se déroule, un nombre important de Camerounais anglophones célèbrent le jour de la déclaration d'indépendance par les séparatistes. Neuf personnes sont tuées dans des affrontements à travers les régions anglophones. Le 16 octobre, un commandant séparatiste qui avait déposé les armes, est tué « probablement par d'autres séparatistes » à Wum, selon une source militaire. Durant le mois d'octobre, le séparatiste Oliver Lekeaka s'autoproclame « roi du Lebialem ». L'armée lance plusieurs raids sur des camps séparatistes dans le département, tuant au moins 6 séparatistes. D'autres combats ont eu lieu à Ndop et Bamenda, au cours desquels cinq autres séparatistes sont tués et un policier décapité.
Le 9 novembre, un étudiant de l'université de Bamenda est tué et huit autres sont enlevés par des hommes armés. Le 16 novembre le technicien de la radio Hot Cocoa est enlevé à Bamenda avant d'être libéré trois jours après. Le 27 novembre, des détonations et des coups de feu sont entendus dans la région du Nord-Ouest. Le 28 novembre, des soldats prennent d'assaut un camp des séparatistes à Tabenken. Le nombre de victimes n'est pas déterminé, mais certains séparatistes auraient été tués.
Le 1er décembre, des séparatistes ouvrent le feu sur un avion de la compagnie Camair-Co lors de son approche de l'aéroport de Bamenda. Aucun mort ni blessé n'est à déplorer. Les séparatistes tentent également de saboter les prochaines élections législatives. En l'espace d'une semaine, ces derniers enlèvent une quarantaine de fonctionnaires, dont deux maires et au moins 19 conseillers municipaux. Le 3 décembre, des hommes armés tentent de s'infiltrer dans la localité de Mmen-Bafmeng. Des tirs à l'arme automatique et à l'arme lourde sont entendus. Le 12 décembre, trois gendarmes sont tués et un autre est blessé dans une embuscade tendue par des séparatistes à Widikum. Le 17 décembre, une vingtaine de séparatistes se rendent aux autorités à Kumba. Le 19 décembre, une attaque de séparatistes présumés fait trois morts dont deux femmes et quatre blessés à Ekona. Le 23 décembre, un infirmier militaire est décapité par des séparatistes à Bamenda. Fin décembre, l'armée lance une série d'opérations dans les départements du Mezam, du Boyo, du Donga-Mantung, du Bui et du Ngo-Ketunjia qui, en six jours, forcent environ 5 500 personnes à fuir leurs foyers.

### 2020

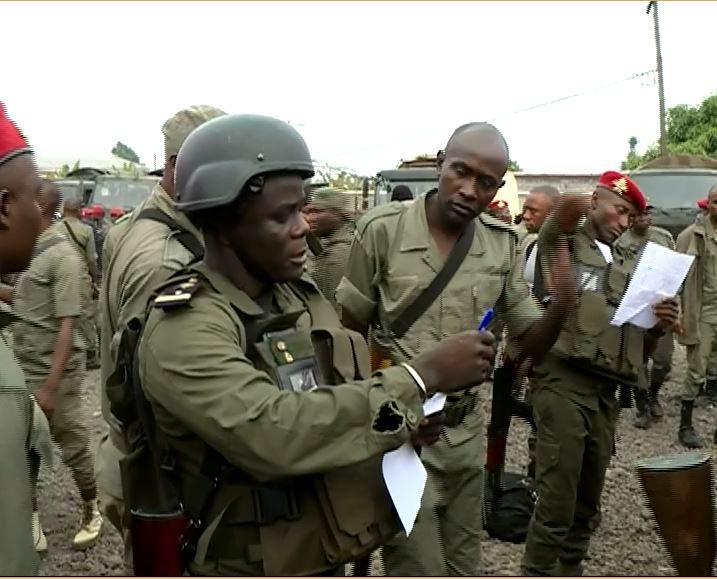
Gendarmes camerounais à Buéa, le 9 janvier 2020.

Le 2 janvier, un opérateur économique est assassiné par des membres présumés des FDA dans le village de Ngie-Njap. Le même jour, le délégué départemental de l'éducation de base du Menchum est enlevé. Le 5 janvier, des séparatistes incendient la maison d'un député du SDF à Mankwi, selon HRW. Le 7 janvier, un bureau d'Elecam est incendié dans le Donga-Mantung. Selon Journal du Cameroun, l'acte est revendiqué par des séparatistes. Selon les mêmes sources, les séparatistes ont annoncé une période de villes mortes de sept jours du 7 au 12 février visant à perturber le déroulement des élections législatives et municipales. Le même jour, le ministère de la Défense dépêche un contingent de 350 gendarmes dans la région du Sud-Ouest, afin de renforcer la sécurité et permettre aux populations locales de voter. Le 9 janvier, 11 séparatistes présumés sont arrêtés à bord d'un camion à Limbé. Le 12 janvier, des séparatistes incendient le domicile d'un candidat du RDPC à Bamenda, selon HRW. Le 15 janvier, ils incendient le domicile du maire de Bafut, selon HRW. Le 16 janvier, un bureau d'Elecam est incendié par des séparatistes à Babessi, selon HRW. Entre le 17 et le 20 janvier, les forces de sécurité mènent une opération militaire à Bali, détruisant plus de 50 maisons et tuant plusieurs civils, selon HRW. Le 26 janvier, le « général Chacha », le chef de la milice séparatiste Bui Warriors, est tué lors d'une opération militaire dans la localité de Kikaikom.
Le 1er février, des séparatistes mènent une double attaque contre un convoi de militants du RDPC en campagne à Mbengwi et Bamenda. Quatre militants et un policier sont blessés. Le 2 février, un bureau d'Elecam est incendié par des séparatistes à Tombel, selon HRW. Le 6 février, à trois jours des élections législatives et municipales, les séparatistes décrètent une opération « villes mortes » et menacent de représailles les résidents qui ne resteront pas confinés chez eux. Le 8 février, des séparatistes incendient un bureau de poste où était entreposé du matériel électoral à Bafut, selon HRW. Le 9 février, jour des élections législatives et municipales, des affrontements entre militaires et séparatistes éclatent et durent plusieurs heures à Muyuka, empêchant la tenue du scrutin. Le 14 février, des hommes armés attaquent le quartier de Ngarbuh à Ntumbaw, tuant 22 civils, dont 14 enfants. L'opposition et des ONG locales accusent le gouvernement et les militaires d'être responsables de la tuerie. Le 17 février, l'armée dément toute implication et assure que le massacre proviendrait d'un « malheureux accident, conséquence collatérale des opérations de sécurisation dans la région ». Le 18 février, l'ONU réclame aux autorités camerounaises une enquête « indépendante, impartiale et complète ». Le 29 février, plus d'une dizaine de personnes sont tuées lors d'une opération militaire dans le village de Babanki.
Le 1er mars, des soldats violent une vingtaine de femmes, dont quatre handicapées, et passent à tabac une trentaine d'hommes à Ebam, selon HRW. Dans la nuit du 7 au 8 mars, des séparatistes présumés attaquent une gendarmerie et un commissariat à Galim, tuant huit personnes dont deux gendarmes, deux policiers et quatre civils. Quelques heures plus tard, ils actionnent un engin explosif improvisé lors des manifestations liées à la Journée internationale des droits de la femme à Bamenda tuant un militaire et blessant gravement sept personnes. Dans la nuit du 9 au 10 mars, des tirs sont entendus à Bamenda. Le 10 mars, quatre ex-otages, dont un ancien maire du SDF, sont tués par des séparatistes à Babessi. À Bamenda, des hommes armés attaquent plusieurs unités de police. Les attaques sont repoussés par les forces de sécurité. Le 20 mars, un couple est tué dans le village de Vekovi par des séparatistes. Le 22 mars, un haut responsable de l'armée déclare qu'au moins 20 séparatistes ont été tués et plusieurs autres blessés dans une récente offensive militaire dans le Ngo-Ketunjia. Le 25 mars, les FDCM acceptent de s'associer au cessez-le-feu réclamé par l'ONU en raison de la pandémie de Covid-19. Le 28 mars, à Oku, douze personnes, dont des soldats et un employé d'Elecam, sont tués dans une attaque revendiquée par un groupe séparatiste. Le 30 mars, des séparatistes attaquent un véhicule blindé, tuant un soldat et 11 fonctionnaires, dont deux maires adjoints dans l'arrondissement d'Oku.
Le 16 avril, deux notables sont tués par des séparatistes présumés à Bambili. Le 21 avril, le gouvernement reconnaît l'implication de l'armée dans le massacre de Ngarbuh. Du 25 avril au 1er mai, une dizaine de séparatistes sont tués lors d'une opération spéciale à Bafut.
Le 10 mai, le maire de Mamfé est tué et deux soldats sont blessés dans une embuscade près du village d'Eshobi. D'après les sources militaires, cette attaque est menée par des séparatistes. Le 16 mai, des séparatistes présumés tuent un homme réputé proche de la police à Bamenda.
Le 1er juin, cinq soldats sont tués et plusieurs autres sont blessés lors d'une attaque à Otu. Le 3 juin, un pasteur est enlevé par des séparatistes à Batibo. Le 17 juin, le général Valère Nka affirme que 24 séparatistes présumés ont été tués lors de deux récents raids militaires à Bali, Batibo, Widikum et Mbokam. Le 19 juin, le « général » Obi Wilfred Obi, chef du groupe séparatiste Manyu Ghost Warriors, est tué par l'armée dans la localité de Mkpot. Le 22 juin, les séparatistes déclarent trois jours de ville morte à Bamenda. Le 28 juin, sept séparatistes présumés sont tués dans le Donga-Mantung. En outre, deux otages sont libérés et des armes saisis.
Le 9 juillet, un humanitaire de Médecins sans frontières (MSF) est enlevé dans une localité près de Kumba avant d'être assassiné. Un groupe séparatiste revendique l'assassinat, avant que le gouvernement intérimaire de l'Ambazonie ne le démente. Du 14 au 19 juillet, 15 séparatistes sont arrêtés lors d'une opération de ratissage dans plusieurs villages de la région du Nord-Ouest. Le 26 juillet, un séparatiste est tué lors d'une attaque contre une patrouille de police et un autre est capturé à Bamenda. Plusieurs policiers sont blessés. Le 27 juillet, une explosion retentit à l'entrée d'une société de transport public à Bamenda, sans faire de victimes. Le 30 juillet, des engins explosifs improvisés (EEI) explosent dans plusieurs quartiers de Bamenda, tuant une personne. Des affrontements entre les forces de sécurité et les séparatistes sont signalés dans d'autres parties de la ville.
Le 2 août, une explosion se produit à Bamenda. Un enfant aurait été tué. Le 4 août, une femme est assassinée dans la région du Nord-Ouest. Le ministre de la Communication René Sadi attribue l'acte à un « soi-disant leader terroriste sécessionniste ». Le 7 août, un humanitaire est tué dans la région du Nord-Ouest. Le 10 août, le corps sans vie d'un homme est retrouvé dans une rivière, près de Bamenda. La victime, un enseignant aurait été tué par des séparatistes pour non-respect du « ghostown ». Le 11 août, une femme est décapitée par des séparatistes présumés à Muyuka. Le 13 août, des installations de la CDC sont attaquées par un groupe armé. Les assaillants, en plus de l'incendie provoqué sur le site, ouvrent le feu sur un étudiant âgé de 16 ans. La victime décède sur le chemin de l'hôpital. Le 18 août, un enseignant est tué à Bamenda. Le 29 août, sept séparatistes sont tués lors d'une opération militaire à Babessi. Un soldat est légèrement blessé. Le 30 août, 17 séparatistes sont tués et sept autres sont arrêtés lors d'une opération militaire à Fundong.
Le 1er septembre, un inspecteur de police est abattu à Bamenda. Les autorités attribuent le meurtre à des « terroristes sécessionnistes ». Le 5 septembre, des tirs sporadiques sont signalés dans plusieurs quartiers de Bamenda. Le 8 septembre, l'armée annonce « aux populations de la ville de Bamenda et ses environs (...) que les forces de défense et de sécurité ont engagé une opération spéciale de sécurisation de la ville », baptisée « Bamenda Clean ». Le 9 septembre, l'opération est entamée, paralysant la ville de Bamenda. Le 23 septembre, quatre personnes sont abattues lors d'une opération militaire à Lysoka.
Le 6 octobre, des enseignants sont enlevés par des séparatistes à Bamenda. Le 13 octobre, le BIR mène un raid contre un camp du groupe séparatiste Gorillas Fighters dans le Lebialem, tuant plusieurs de ses membres dont son chef, le « général » Ayeke. Un soldat du BIR est blessé au cours de l'opération. Le 24 octobre, au moins huit enfants sont tués et douze autres sont blessés, dans l'attaque d'une école à Kumba. L'attaque est attribuée aux séparatistes,. Le 26 octobre, le « général » séparatiste Mendo Ze, est tué par l'armée, lors d'un raid qui s'étend de Lysoka à Ekona. Dans la nuit du 27 octobre, un enseignant est décapité à Bamenda. Le 31 octobre, le conseiller municipal de Ndop est assassiné.
Le 2 novembre, trois personnes sont tuées par des séparatistes présumés à Bali Nyonga. Le 3 novembre, quatre hommes à mobylette armés de fusils de guerre ouvrent le feu sur une école secondaire à Bamenda, avant de s'enfuir faisant quelques blessés légers à la suite d'un mouvement de panique. Des hommes armés enlèvent au moins six enseignants et plusieurs dizaines d'élèves âgés de 4 à 12 ans à Kumbo. Le 4 novembre, une dizaine d'hommes armés font irruption dans un collège de Limbé, terrorisent et violentent élèves et professeurs, et incendient les locaux. À Fundong, huit élèves du lycée bilingue de la ville sont enlevés avant d'être rapidement relâchés. Le 5 novembre, le cardinal Christian Wiyghan Tumi est enlevé avec une dizaine de personnes près de Kumbo, avant d'être libéré le jour suivant. Le 6 novembre, à Liwu La-Malale, le chef du village est tué et son palais incendié par des séparatistes, ce qui contraint des centaines de villageois à fuir. Le 9 novembre, au moins huit personnes sont enlevées par des séparatistes présumés à Limbé. Le 14 novembre, des hommes armés attaquent un groupe scolaire à Mamfé, blessant un enseignant et un élève. Le 18 novembre, deux enseignants et le principal d'une école sont enlevés dans leur établissement par des hommes armés à Bamenda.
Le 6 décembre, jour des élections régionales, un conseiller municipal, membre du RDPC, est assassiné par des séparatistes à Widikum. Le 11 décembre, un élève de huit ans est tué lors d'affrontements à Bamenda. Le 12 décembre, le Fon de Babanki est enlevé par des séparatistes présumés. Le 13 décembre, le chef du quartier Mile 14-Dibanda à Buéa, est retrouvé mort après son enlèvement quelques heures plus tôt dans sa résidence par des hommes armés non identifiés. Deux des trois chefs kidnappés sont libérés au cours d'une opération militaire. Un groupe séparatiste dénommé « Forces d'action Fako » revendique l'acte. Le 16 décembre, le Fon de Babanki est libéré après le versement d'une rançon.

### 2021
Le 6 janvier, quatre militaires et une civile sont tués dans un attentat à la bombe au passage d'un convoi officiel dans la région du Nord-Ouest, attribué aux séparatistes. Le 8 janvier, des séparatistes attaquent un point de contrôle à Matazem, à cheval entre les régions de l'Ouest et du Nord-Ouest, tuant quatre soldats et deux civils. Le 10 janvier, un raid militaire dans la localité de Mautu fait neuf morts et plusieurs blessés. Le 20 janvier, un journaliste est enlevé par des hommes armés à Bamenda. Dans la nuit du 22 au 23 janvier, plusieurs habitations sont incendiées à Muyuka. Le 30 janvier, un véhicule blindé de la police saute sur un engin explosif improvisé sur l'axe Bali-Bamenda avant d'essuyé des tirs de kalashnikov. Fin janvier, une bombe explose non loin d'un stade où se joue un match Zambie-Nambie lors du Championnat d'Afrique des nations de football (CHAN). En réaction, l'armée est mobilisée dans les villes de Limbé et Buéa. Le mois de janvier est marqué par une recrudescence des violences avec plus de 30 personnes tuées.

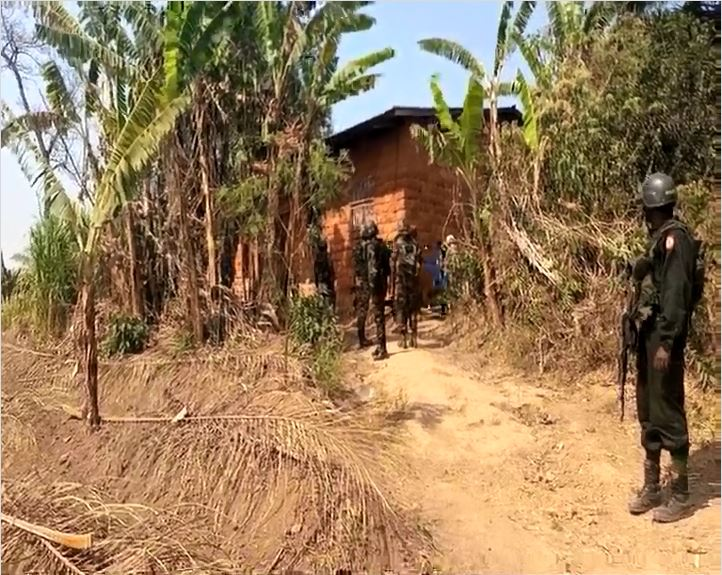
Soldats camerounais se tenant devant une maison à Ntankah, près de Bamenda, qui a servi de refuge aux séparatistes, le 7 février 2021.

Le 1er février, deux séparatistes sont tués et un commandant séparatiste surnommé « général Sweet Tuma » est interpellé lors d'un raid militaire dans le village de Menda-Nkwe. Le 3 février, trois agents de la commune de Bamenda II sont enlevés par des séparatistes présumés. Le 4 février, des hommes armés non identifiés ouvrent le feu sur une ambulance de MSF dans la région du Sud-Ouest, blessant une infirmière. Le 5 février, l'armée libère quatre otages d'un camp séparatiste dans la localité de Ntankah. L'armée déclare n'avoir subi aucune perte et affirme que quatre séparatistes ont été tués et quatre autres capturés au cours des combats. Un civil est blessé au cours du raid. Le 8 février, deux soldats sont tués dans une embuscade de séparatistes à Bamenda. Le 10 février, l'armée annonce avoir tué cinq séparatistes dont « Above the law », chef présumé du commando du massacre de Kumba, survenue en octobre 2020. Le 14 février, quatre soldats du 21e Bataillon des fusiliers marins d'Ekondo sont tombés dans une embuscade tendue par des séparatistes présumés dans le village de Bekora Barombi. Au cours de l'attaque, trois des quatre soldats sont tués et le quatrième est grièvement blessé. Le 15 février, un capitaine de l'armée est abattu par des séparatistes à Kumbo. Entre le 22 et le 26 février, au moins 4 200 personnes sont déplacées de sept villages de Nwa, à la suite d'attaques menées par des groupes d'autodéfense peuls. Par ailleurs, le 23 février, les forces de défense et les séparatistes se sont affrontés pendant deux heures à Bambili, tuant deux séparatistes.
Le 1er mars, douze séparatistes sont tués par l'armée dans le village de Yeloum. Le 9 mars, un chef séparatiste est arrêté par l'armée lors d'une opération de ratissage à Konye. Le 18 mars, six séparatistes sont tués lors d'une opération du 6e BIR à Foé Bakundu. Le 26 mars, des séparatistes présumés attaquent un convoi du Bureau de la coordination des affaires humanitaires (BCAH) à Ikata.
Le 18 avril, neuf otages des séparatistes sont libérés par l'armée à Pinyin, Santa et Akum. Au moins cinq civils sont tués par des hommes armés dans un bar à Bamenda II. Le 30 avril, quatre soldats sont tués par des séparatistes dans le village de Menfoung.
Le 3 mai, six agents de la commune de Kumbo sont enlevés par des séparatistes présumés. Le 9 mai, un séparatiste est neutralisé à Adere et des armes et des munitions sont récupérées. Plusieurs blessés s'échappent et un enseignant pris en otage est libéré. Le 12 mai, deux séparatistes se tuent accidentellement lors d'une tentative d'attentat à Ekok. Le 13 mai, l'armée désarmorce une bombe artisanale à Kumba. Le 15 mai, une opération militaire baptisée « Bui Clean » est lancée contre les séparatistes. Menée par la 5e région militaire interarmées, elle mobilise près de 300 soldats et dure un mois. Plusieurs séparatistes sont tués, ainsi que quatre soldats et plusieurs blessés. Le 17 mai, plusieurs enseignants sont enlevés à Kumbo. À l'approche du 20 mai, jour de la fête nationale, des affrontements éclatent entre les séparatistes et les troupes gouvernementales à Kumbo, Buh, Takijah, Meluf, Oku et Ndop. Ces violences font au moins 16 morts et 60 maisons sont incendiées. Le 24 mai, quatre gendarmes sont tués par des séparatistes à Lassin. Le 31 mai, des séparatistes présumés tuent deux civils et en blessent trois autres à Kombou.
Le 14 juin, des séparatistes de la milice Fako Action Force attaquent un commissariat de police à Buéa, blessant deux policiers. D'autres attaques ont lieu dans la ville. Aucune victime n'a été signalée, mais un taxi est incendié après de violents affrontements entre les forces de défense et de sécurité et les séparatistes. Le 18 juin, deux soldats et un fonctionnaire sont tués dans la région du Sud-Ouest. Cinq autres fonctionnaires sont pris en otage. Le 19 juin, trois gendarmes sont tués par des séparatistes dans la région du Nord-Ouest. Les autorités affirment que le mois de juin a été le plus sanglant de l'année, avec plus de 40 personnes tuées et 70 maisons incendiées. L'armée affirme avoir été impliquée dans au moins 30 affrontements violents avec les séparatistes au cours du mois.
Le 2 juillet, des séparatistes présumés tuent une femme d'affaires nigériane à Manyemen. Le 14 juillet, deux gendarmes sont tués par des hommes armés et un autre est blessé à Babadjou. Le 18 juillet, au moins quatre policiers sont tués dans une embuscade tendue par des séparatistes à Bali. À Kumba, un « général » séparatiste est capturé par l'armée. Le 23 juillet, un soldat est tué dans une embuscade tendue par des séparatistes à Pinyin.
Le 7 août, une femme enceinte est tuée lors d'une tentative d'enlèvement par des séparatistes à Bamenda. Le 16 août, un chauffeur de taxi est abattu par des séparatistes présumés à Buéa. Le 20 août, les autorités annoncent que l'armée a tué sept séparatistes lors d'opérations menées à Bali et à Bafut. Le 22 août, des hommes armés ouvrent le feu dans une église à Bali, tuant une personne et blessant le curé. Le 23 août, un humanitaire canadien de la Comité international de la Croix-Rouge (CICR) est tué à Bamenda. À Oku, des séparatistes incendient le marché principal, deux bâtiments publics et des résidences privées. Le 29 août, de jeunes hommes armés se présentant comme des « combattants séparatistes » sont entrés dans le séminaire et ont enlevé un prêtre dans la Manyu. Le 30 août, deux soldats sont tués à Mundemba.
Le 9 septembre, un inspecteur de police est tué par des hommes armés à Bamenda. Le 10 septembre, un homme est tué à Bamenda II. Le 11 septembre, deux soldats sont tués dans la localité de Chouame. Le 12 septembre, quatre séparatistes sont tués par l'armée à Bamenda. Le 14 septembre, sept soldats sont tués dans une embuscade de séparatistes sur l'autoroute Kumbo-Tatum. À Mbalangi, une civile est tuée et quatre autres blessées lors d'affrontements. Dans la nuit du 14 au 15 septembre, un « général » séparatiste est arrêté lors d'une opération militaire à Nake Bokoko. Le 15 septembre, le gérant d'un bar est tué à Bamenda. Le 16 septembre, une dizaine de soldats sont tués dans une embuscade à l'est de Bamenda. Le 20 septembre, un convoi militaire est attaqué par des assaillants à Big Babanki. Le 21 septembre, un chauffeur de bus est abattu par des hommes armés sur l'axe Bamenda-Babadjou. Le 25 septembre, un soldat est tué par un engin explosif improvisé à Kumbo. Le 26 septembre, un gendarme est abattu à Bafut.
En octobre, une soixantaine de militaires camerounais envahissent les villages de Mairogo et de Tosso au Nigeria, harcelant et intimidant leurs habitants, selon l'ONU et les autorités locales. Le 1er octobre, date de la proclamation d'indépendance par les séparatistes, les régions anglophones sont confinés. Trois séparatistes et un soldat sont tués dans des affrontements dans le village de Wanti. Le 4 octobre, un enseignant est tué à Wum. Le 5 octobre, le Premier ministre Joseph Dion Ngute est accueilli par des tirs à Bamenda, alors qu'il entame son programme de visite de quatre jours dans la région du Nord-Ouest. Le Premier ministre est exfiltré et conduit dans sa voiture. Le 7 octobre, trois séparatistes sont neutralisés sur l'axe Bamenda-Benwi. Le 12 octobre, une patrouille du 6e BIR est attaquée par des séparatistes dans la localité de Bafia, dans l'arrondissement de Muyuka. Le BIR riposte, tue trois séparatistes et en blesse plusieurs autres, et récupère cinq armes de guerre, deux motos et trois téléphones portables. Un soldat du BIR est également tué. Le 14 octobre, un gendarme tue une écolière en tirant sur un véhicule où elle se trouvait et se fait lyncher par la foule à Buéa. Le 20 octobre, un soldat est tué à Bamenda. Le 21 octobre, huit séparatistes sont tués par l'armée dans le village d'Akeh. Le 24 octobre, la présidente de l'église presbytérienne de Ntamulung est enlevée par des hommes armés. Le 25 octobre, une femme d'affaires est tuée lors d'un échange de tirs à Ndop. Le 29 octobre, un séparatiste surnommé « Général Cross and Die » est tué par l'armée à Mankon.
Le 1er novembre, un engin explosif explose dans un taxi à Molyko, blessant des passagers et le conducteur. Un suspect est interpellé. Le 4 novembre, deux soldats sont tués dans une embuscade de séparatistes dans la région du Sud-Ouest. Le 8 novembre, un conducteur de taxi est tué par un engin explosif improvisé à Buéa. Le 10 novembre, onze étudiants sont blessés par l'explosion d'un engin explosif improvisé à l'université de Buéa. À Bamenda, plusieurs civils et deux policiers sont blessés dans un autre incident identique. Le 12 novembre, une fillette de 7 ans est tuée par balle par la police à Bamenda, provoquant des tensions dans la ville. Le 14 novembre, une patrouille mixte composée d'éléments des forces de défense et de sécurité est tombée dans une embuscade tendue par des séparatistes à Matazem. Le véhicule de patrouille saute sur un engin explosif improvisé. Des hommes armés embusqués ouvrent alors le feu. Un bilan provisoire fait état de cinq policiers et trois gendarmes tués. Dans la nuit du 14 au 15 novembre, une partie d'un marché de Santa est incendiée. Le 15 novembre, deux séparatistes sont tués par la police lors d'un affrontement à Bamenda. À Baligham, une chefferie est incendiée par une vingtaine de séparatistes. Le 17 novembre, des séparatistes présumés attaquent le village de Manga, dans l'État de Taraba, au Nigeria, tuant onze personnes, dont le chef traditionnel. À Bamenda, un véhicule militaire essuie des tirs sans faire de victimes. Le 24 novembre, trois élèves et une enseignante sont tués dans l'attaque d'un lycée à Ekondo-Titi. Un enseignant de l'université de Bamenda est enlevé par des hommes armés.
Le 3 décembre, trois gendarmes sont tués à Jakiri. À Kumbo, un « général » séparatiste qui tentait d'enlever une femme est neutralisé par la population locale. Le 6 décembre, des explosifs explosent dans un marché de Buéa, semant la panique parmi les habitants. Les forces de sécurité s'efforcent de neutraliser un deuxième engin explosif. Le 8 décembre, le Fon de Bambalang est enlevé par des séparatistes présumés. Dans la nuit du 8 au 9 décembre, un engin explosif improvisé (EEI) détruit une cinquantaine de maisons, garages, magasins, ateliers de menuiserie et voitures, faisant plusieurs morts dans les flammes à Bamenda. Le 9 décembre, un convoi du BIR saute sur un engin explosif improvisé dans le quartier de Nitop, situé à la sortie de Bamenda, sur une route menant à Mbengwi, tuant un soldat. L'attaque est revendiquée par les FDA. Dans la nuit du 9 au 10 décembre, des combats font 13 morts, dont des enfants. Selon l'armée, quatre séparatistes sont neutralisés et un véhicule de l'armée est endommagé lors des affrontements. Dans la nuit du 12 au 13 décembre, une bombe artisanale explose dans un quartier de Buéa, blessant une dizaine de personnes. La milice séparatiste Buea Ghost Fighters revendique l'attentat. Le 17 décembre, six chefs traditionnels sont enlevés par des séparatistes présumés dans la localité de Sop. Le 18 décembre, un soldat est tué par un engin explosif improvisé à Bamenda. Le 20 décembre, un soldat en civil est tué par des séparatistes à Mabanda, en périphérie de Kumba. Le 22 décembre, l'armée tue deux filles et en blesse une autre à Bamenda. Le 26 décembre, un véhicule de MSF est arrêté à un point de contrôle à Nguti avec à son bord, un séparatiste blessé. Les autorités affirment qu'une ambulance de l'organisation a pris en charge le rebelle sans les avertir et témoigne pour elles des « relations étroites avec les terroristes », des accusations démenties par l'ONG.

### 2022
Début 2022, des militaires camerounais envahissent le village de Mairogo, au Nigeria, selon un élu local.

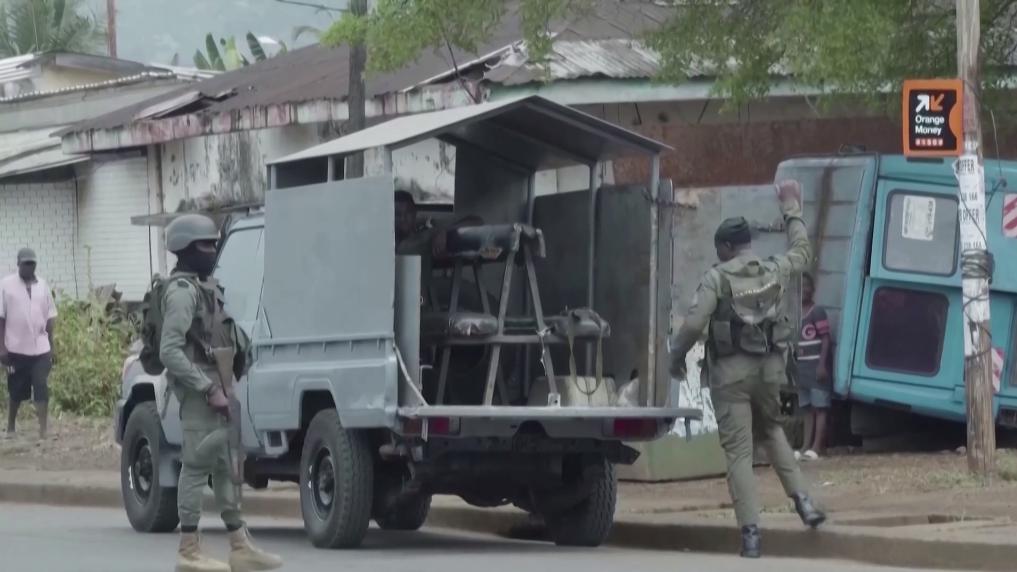
Gendarmes camerounais à Limbé, en janvier 2022.

Le 12 janvier, un sénateur du SDF est tué par des hommes armés à Bamenda. Plusieurs personnes sont blessées dans des échanges de tirs entre soldats et séparatistes présumés à Buéa, qui abrite des équipes en lice pour la Coupe d'Afrique des Nations de football. Quelques semaines avant son lancement, certains groupes armés promettent de perturber la compétition et envoient des lettres de menaces aux équipes qui doivent jouer leurs matchs à Limbé et s'entraîner à Buéa. Un soldat est tué par un engin explosif artisanal lors d'une attaque de séparatistes à Buéa. Le 14 janvier, huit travailleurs de plantations de caoutchouc sont enlevés à Tiko. Les autorités accusent les séparatistes. Le 18 janvier, un soldat est tué par des séparatistes à Ekona. Le 19 janvier, quatre enseignants sont enlevés par des séparatistes présumés dans le village de Weh. Le 20 janvier, un séparatiste surnommé « général Ebube » est neutralisé par le BIR dans la localité de Nseh. Le 25 janvier, des séparatistes décapitent un soldat et en blessent d'autres à Galim. Le 28 janvier, quatre séparatistes sont neutralisés lors d'échanges de tirs avec la gendarmerie à Bambalang. 

Le 1er février, une réserve d'eau est attaquée par des séparatistes à Kumbo. Le 8 février, des hommes armés incendient une école primaire publique à Buéa et trois jours plus tard, un collège catholique à Mamfé. Le 14 février, un soldat est mort après avoir perdu une jambe dans l'explosion d'un engin explosif improvisé à Sabga. Le 25 février, des séparatistes enlèvent dix enseignants d'une école pour enfants handicapés à Bamenda. À Kumba, un « général » séparatiste est neutralisé. Le 26 février, une infirmière est tuée par balles par des séparatistes présumés à Bamenda.
Le 2 mars, sept personnes dont un sous-préfet, un maire et un responsable local du parti au pouvoir, sont tuées dans l'attaque de leur convoi par des hommes armés à Ekondo-Titi. Dans la nuit du 10 mars, le Fon d'Esu et sa première épouse sont tués par des assaillants non identifiés. En réaction, les autorités annoncent le 11 mars le déploiement de troupes dans le village. Le même jour, une vaste opération militaire est lancée à la suite d'informations selon lesquelles des séparatistes préparaient une attaque contre des gendarmeries, ce qui a permis l'arrestation de plusieurs d'entre eux et la saisie de divers équipements. Le 20 mars, trois jeunes hommes à moto, pris pour des séparatistes, sont abattus à Bamenda. Le 30 mars, un employé d'Hysacam est blessé par balles par des séparatistes présumés à Bamenda. Le 31 mars, un soldat du BIR est tué par un engin explosif improvisé à Mbonge.
Le 4 avril, trois séparatistes sont tués par des villageois à Mbalangi. Le 5 avril, des séparatistes attaquent l'université de Bamenda. L'armée riposte et repousse l'attaque. Le 7 avril, 33 séminaristes sont enlevés dans la localité de Bachuo Ntai, puis relâchés le 8 avril. Le 8 avril, les autorités camerounaises déclarent que des séparatistes ont attaqué un village à la frontière nigériane en début de semaine. Les autorités locales affirment qu'ils ont mis le feu à au moins 12 maisons et tué six personnes. Les autorités précisent que les rebelles semblent viser les membres de l'ethnie Mbororo, que les séparatistes accusent de collaborer avec les troupes gouvernementales. Les FDA revendiquent l'attaque. Le 12 avril, quatre personnes dont un fonctionnaire pénitentiaire, sont tuées dans une embuscade dans la région du Nord-Ouest. L'attaque est revendiquée par les Forces de restauration de l'Ambazonie. Le 22 avril, deux soldats sont tués dans une embuscade tendue par des séparatistes sur la route Mamfé-Ekok. Le 25 avril, huit personnes sont tuées lors d'une incursion de l'armée à Guzang. Le 30 avril, la sénatrice Elizabeth Regina Mundi est enlevée avec son chauffeur par des séparatistes dans la région du Nord-Ouest.
Le 1er mai, un avocat est enlevé par des hommes armés non identifiés à Bamenda. Le 9 mai, deux soldats sont tués dans un attentat à l'explosif dans un village du Lebialem. À Jakiri, deux autres soldats sont tués dans une attaque attribuée aux séparatistes. Le 17 mai, au moins trois séparatistes sont neutralisés dans le village de Ntumbaw lors d'une « opération spéciale » de l'armée. Le 19 mai, un « commandant » séparatiste, surnommé « commandant Lion d'or » est capturé par les forces de défense à Oku lors d'une patrouille mixte. Des ouvriers de la Cameroon Development Corporation (CDC), enlevés par des séparatistes, sont libérés par le BIR à Idenau. Le 20 mai, lors de la Fête nationale, des combats entre les forces gouvernementales et les séparatistes éclatent dans les régions anglophones. L'armée déclare qu'au moins 28 séparatistes sont tués au cours des affrontements. Le 26 mai, un correspondant de BBC est enlevé dans la région du Nord-Ouest. Le 28 mai, un séparatiste surnommé « Agent 10 » est tué par les forces de sécurité à Mamfé. Le 29 mai, 24 civils sont tués et une soixantaine blessés par des séparatistes dans le village d'Obonyi II, selon le maire de la localité. Le 31 mai, l'armée annonce avoir libéré des otages, dont la sénatrice Elizabeth Regina Mundi, à l'issue d'une opération dans la localité d'Ashong et ajoute qu'une « une dizaine de terroristes ont été neutralisés ».
Le 1er juin, neuf villageois sont tués par des soldats à Missong. Dans la nuit du 7 au 8 juin, des séparatistes attaquent une gendarmerie à Njitapon, tuant cinq gendarmes et blessant trois autres. Dans la nuit du 8 au 9 juin, des hommes armés incendient un hôpital à Mamfé. Le 9 juin, l'armée déclare avoir déployé une centaine de soldats à Njitapon, à la suite de l'attaque des séparatistes. Le 14 juin, deux soldats sont attaqués par des séparatistes dans le Boyo. L'un deux est abattu et l'autre décapité. Dans la nuit du 27 au 28 juin, dix séparatistes sont arrêtés alors qu'ils tentent d'entrer à Babadjou. Deux gendarmes sont blessés au cours de l'opération.
Le 1er juillet, des séparatistes présumés attaquent un marché à Fondonera. Le 5 juillet, deux civils accusés de collaborer avec l'armée sont tués par un « général » séparatiste à Bamali. Le 8 juillet, des assaillants attaquent une brigade à Mbiame, tuant un soldat. Le 12 juillet, le commandant séparatiste Oliver Lekeaka, surnommé « Field Marshall », chef du groupe armé Red Dragon, est tué par l'armée. Le 27 juillet, un officier supérieur du BIR est tué par des séparatistes à Kumba. Le 31 juillet, dix séparatistes sont tués par l'armée lors d'affrontements à Batibo et Bambui.
Le 2 août, l'armée déclare que 17 séparatistes ont été tués au cours de trois jours de combats à Batibo. Dix-huit autres séparatistes sont capturés à Bambui, Batibo et Noni. L'armée déclare également avoir détruit ou saisi des armes, des engins explosifs de fabrication locale et plusieurs dizaines de motos utilisées par les séparatistes pour attaquer les troupes gouvernementales. Le commandant des FDA Capo Daniel déclare que le groupe avait perdu 11 combattants ainsi que des armes et des motos. Il précise que les combats ont été violents dans les villages d'Enyoh et d'Ewah. Les groupes séparatistes affirment qu'au moins deux douzaines de soldats ont été tués lors des affrontements. L'armée nie que des soldats aient été tués, déclarant que quelques-uns ont été légèrement blessés. Le 10 août, sept soldats sont tués par des séparatistes dans le Bamboutos. À Kumbo, un commandant de brigade est tué à son domicile. Le 14 août, des séparatistes attaquent un avant-poste de l'armée à Kengwo tuant trois personnes dont un militaire et un policier. Le 28 août, des séparatistes attaquent un convoi militaire près de Nkambé, tuant deux soldats et un civil.
En septembre, le président Paul Biya ordonne le déploiement d'unités spéciales de l'armée dans les régions anglophones. Le 6 septembre, au moins six personnes sont tuées et huit autres blessées dans une attaque séparatiste contre un autobus aux alentours de la ville d'Ekona. Une enseignante est tuée par balles par des séparatistes dans la région du Sud-Ouest. Deux civils sont blessés par balles à Bamenda III. Le 9 septembre, trois séparatistes sont tués dans des affrontements avec l'armée dans le village d'Awing. Du 10 au 11 septembre, six séparatistes sont tués dans des affrontements avec l'armée dans le département du Bui. Le 14 septembre, un poste de contrôle de l'armée est incendié par des séparatistes à Jakiri. Dans la nuit du 15 septembre, plusieurs commerces sont incendiés à la suite d'affrontements dans le village de Kossala, dans l'arrondissement de Kumba II. Le 16 septembre, des hommes armés incendient une église et enlèvent huit personnes dont un prêtre dans le village de Nchang. Le 25 septembre, cinq personnes sont enlevées dans un hôpital à Kumbo par des hommes armés.
Le 8 octobre, l'armée mène une opération dans le village de Djottin, tuant une dizaine de séparatistes, libérant plusieurs otages et récupérant une quinzaine d'armes de guerre. Le 10 octobre, trois personnes sont tuées par l'armée à Mbonge. Le 17 octobre, des gendarmes démantèlent un atelier de fabrication d'armes légères, saisissent du matériel de guerre et arrêtent douze suspects dans le village de Mokunda. Le 27 octobre, deux ouvriers sont tués sur la route Mamfé-Eyumojock.
Le 15 novembre, un soldat est tué par des séparatistes dans la région du Nord-Ouest. Le 18 novembre, une ambulance de l'hôpital baptiste de Mbingo transportant 19 patients est interceptée par des séparatistes présumés qui les enlèvent. Alertés, les gendarmes ratissent la zone et libèrent les otages abandonnés. Le 20 novembre, deux jeunes hommes sont tués par des hommes armés à Babanki. Le 27 novembre, trois séparatistes sont tués par l'armée dans la localité de Bamessing.
Le 17 décembre, l'armée aurait envahi le village de Yer, tuant trois civils. Le 19 décembre, elle aurait envahi le village de Bai Panya, où elle aurait incendié des maisons, emportant au passage de l'argent et d'autres objets de valeur. Le 23 décembre, un séparatiste surnommé « One Blood » est tué lors d'une opération militaire à Bafut.

### 2023
Du 1er au 2 janvier, les séparatistes imposent des villes mortes, à la suite de l'annonce faite par le président Paul Biya, dans son discours du Nouvel An, selon laquelle l'armée écrase la rébellion séparatiste, L'armée annonce qu'elle déploie des dizaines de soldats à Oku, Kumbo et Jakiri et affirme avoir tué 11 séparatistes. Les FDA annoncent que les séparatistes étendent leur emprise territoriale et que le conflit se poursuivra. Les 18 et 19 janvier, à trois mois des élections sénatoriales, deux agents électoraux sont tués par des séparatistes à Bamenda.
Du 1er au 3 février, les séparatistes mènent une série d'attaques à l'engin explosif improvisé à Bamessing, Oku, Nkambé, Kumbo et Kom, à la suite de la mort du chef rebelle séparatiste General Transporter, tué par l'armée. L'armée déclare que plusieurs civils sont tués ou enlevés. Des blindés militaires sont détruits au cours des attaques. Le commandant des Forces de restauration de l'Ambazonie (FRA), Sagon Jaguar, déclare dans une vidéo que ses hommes ont détruit cinq blindés militaires, à Bamessing. Le 10 février, cinq employés de la Cameroon Development Corporation (CDC) dont une femme sont tués et 44 blessés dans l'attaque de leur camion à Mondoni. Le 16 février, des séparatistes présumés attaquent un convoi militaire escortant un camion de brasserie sur la route Mbalangi-Kumba, tuant un soldat. Le 18 février, l'armée libère cinq otages à Tubah. Le 20 février, une femme est décapitée par des séparatistes à Bali Nyonga. Le 21 février, trois passants sont tués et des dizaines d'autres blessés à Kombone. Le 25 février, trois explosions surviennent lors du lancement de la 28e édition de la Course de l'espoir à Buéa et font 18 blessés. L'attaque est revendiquée par les FDA. Le 28 février, une femme décède des suites de ses blessures lors de l'attentat.
En mars, quelques jours avant les élections sénatoriales, l'armée affirme que des séparatistes avaient bloqué des routes et attaqué des véhicules militaires dans la région du Nord-Ouest afin de perturber le scrutin. Selon l'armée, des affrontements éclatent dans des dizaines de localités, notamment à Bamenda, Tadu, Ndop, Wum, Jakiri, Oku, Bambili et Sabga dans la région du Nord-Ouest, et à Mamfé, Menji et Tiko dans la région du Sud-Ouest.
Le 10 avril, des séparatistes présumés tuent un civil et incendient quatre véhicules à Buéa. À Fundong, des séparatistes présumés tuent trois civils célèbrant Pâques. Le 11 avril, des sources locales et sécuritaires annoncent que trois séparatistes ont été tués dans une embuscade militaire dans la région du Nord-Ouest. Du 22 au 23 avril, des séparatistes présumés tuent quatre civils et en blessent une dizaine d'autres dans la localité de Mbei.
Le 1er mai, au moins 15 séparatistes attaquent une base militaire à Matouke, près de Douala, tuant au moins 6 personnes, selon les autorités. Le 7 mai, un journaliste est tué à Bamenda. Le leader séparatiste Capo Daniel reconnaît qu'il a été tué par des séparatistes, mais assure que ces derniers se sont trompés de cible et visaient à l'origine un haut-gradé de l'armée. Le 11 mai, un soldat du BIR est tué à Ndop. Le 16 mai, deux soldats sont tués dans un attentat à l'explosif contre un véhicule militaire à Mbonge. Le 18 mai, des séparatistes tuent deux gendarmes à Tombel. Le 20 mai, jour de la Fête nationale, un engin explosif improvisé explose à Buéa aux abords d'une tribune aménagée pour accueillir les célébrations. Des séparatistes enlèvent une trentaine de femmes dans la localité de Kedjom Keku. Le 21 mai, un cadre du RDPC est enlevé dans une embuscade avec cinq autres personnes sur la route de Bamenda, alors qu'il revenait des célébrations de l'unité nationale. Le 23 mai, les femmes enlevées à Kedjom Keku sont rêlachées par leurs ravisseurs. Le 25 mai, au moins quatre soldats sont tués et plusieurs autres sont blessés par un engin explosif improvisé à Belo. Deux véhicules blindés de l'armée et un pont reliant Belo à Njinikom sont également endommagés. Le 31 mai, un soldat est tué par une bombe artisanale à Mbengwi.
Le 16 juin, un policier est tué à Bamenda.
Les 1er et 4 juillet, trois soldats sont tués par des séparatistes à Bamenda et à Belo. Le 8 juillet, un soldat est tué par des séparatistes à Bamenda. Le 13 juillet, au moins cinq séparatistes sont tués lors d'opérations militaires à Ndop et à Foé Bakundu. Dans la nuit du 13 au 14 juillet, des séparatistes incendient un bâtiment près de la résidence de John Fru Ndi, à Baba, dans la région du Nord-Ouest. Le 16 juillet, des rebelles séparatistes tuent une dizaine de civils à Bamenda, selon le ministère de la Défense. Le 17 juillet, au moins dix personnes sont tuées lors d'une offensive militaire contre les séparatistes dans la région du Nord-Ouest. Le 26 juillet, trois séparatistes sont tués lors d'une opération à Ndop.
Durant le week-end du 5 au 6 août, dans la localité de Makube, les forces gouvernementales retrouvent les corps des fonctionnaires enlevés puis tués en juin 2021. Dans la nuit du 11 au 12 août, des séparatistes présumés attaquent les villages de Kekukesim I et II, tuant quatre civils. D'importantes destructions matérielles sont également enregistrées. Le 31 août, un commissaire est tué lors d'une attaque à l'engin explosif improvisé contre un véhicule militaire à Bamenda. L'explosion est suivie d'un échange de tirs entre les forces gouvernementales et les assaillants. Quatre suspects sont arrêtés.
Le 2 septembre, deux enseignants sont tués dans le village de Mbessa par des séparatistes présumés alors qu'ils revenaient d'une réunion préparatoire à la rentrée scolaire. Le 4 septembre, une élève de 16 ans est mortellement touchée par une balle perdue lors d'un échange de tirs à Kumba. Le 5 septembre, un véhicule militaire est visé par un attentat à la bombe artisanale à Alou. Les assaillants se sont identifiés comme appartenant au groupe « Retinant ». Le nombre exact de victimes reste inconnu. Le 7 septembre, trois personnes sont tuées dans une attaque attribuée aux séparatistes à Muea. Le 11 septembre, deux personnes sont tuées et plusieurs autres sont blessés dans une explosion à Limbé. Le 15 septembre, deux civils sont tués par des séparatistes présumés à Buéa. Le 18 septembre, le BIR mène un raid contre une cachette de séparatistes dans le village de Mofako Butu, tuant cinq d'entre eux dont un chef rebelle, connu sous le nom de « Général Bitter Kola ». Le 23 septembre, un « général » séparatiste, surnommé « RK du Boyo », est tué par le BIR dans le Boyo. Le 29 septembre, la mairie de Bamenda III est incendiée par des séparatistes après un échange de tirs. Un soldat est tué à Awing.
Dans la nuit du 3 au 4 octobre, 11 villageois sont libérés lors d'une opération de l'armée près de Kumbo. Le 4 octobre, deux civils accusés d'avoir collaboré avec l'armée sont exécutés en public par des séparatistes à Guzang. Dans la nuit du 10 au 11 octobre, deux séparatistes sont tués lors d'une opération militaire dans le village de Tarshem. Leur camp est détruit et l'armée récupère des armes, des amulettes, des munitions et cinq uniformes de l'armée camouflés.

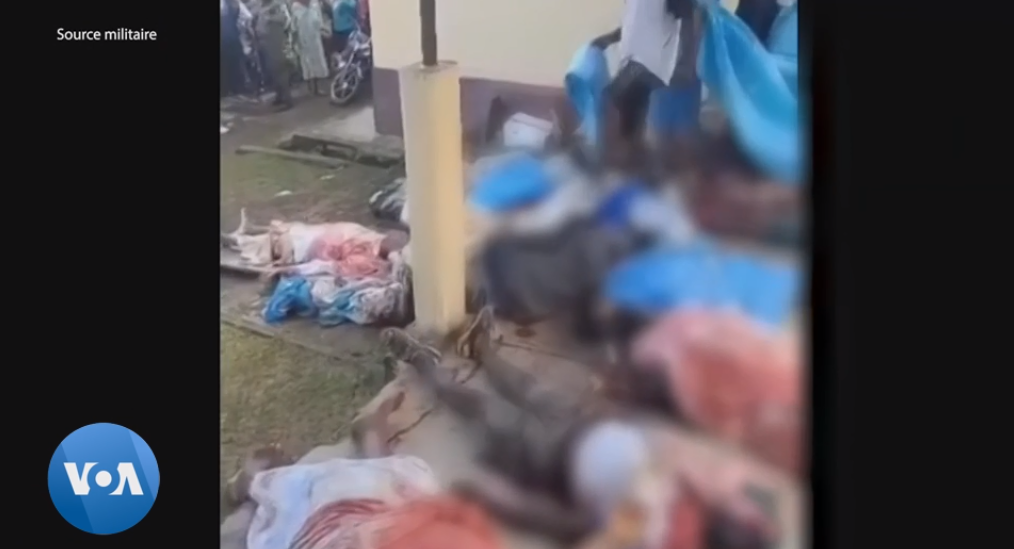
Victimes du massacre d'Egbekaw en novembre 2023.

Le 6 novembre, une vingtaine de civils, dont des femmes et des enfants, sont tuées par des séparatistes présumés dans le village d'Egbekaw. Le 12 novembre, trois soldats sont tués par des séparatistes à Belo. Le 21 novembre, des séparatistes présumés attaquent le marché de Bamenyam, tuant neuf personnes et enlevant une dizaine d'autres. Le 24 novembre, une adolescente de 15 ans est tuée par des hommes armés qui tentaient d'enlever son père. Un membre du conseil municipal de Balikumbat est exécuté par ses ravisseurs. Le 25 novembre, des hommes armés sont arrivés à moto et ont ouvert le feu à l'extérieur d'un bar dans le nord-est de Bamenda. Les assaillants sont repoussés par les tirs des forces de l'ordre. L'attaque fait cinq morts et neuf blessés, dont plusieurs dans un état grave.
Le 5 décembre, des membres des FDA attaquent le village de Belegete, dans l'État de Cross River, au Nigeria, pendant 24 heures, sans que le gouvernement nigérian n'intervienne. Ils enlèvent le chef traditionnel et 20 autres personnes. Deux jours plus tard, l'armée nigériane intervient pour libérer les otages. Des échanges de tirs ont lieu avec les ravisseurs, au cours desquels l'un d'entre eux est tué. En réponse, ces derniers tuent le chef traditionnel. Le 8 décembre, les séparatistes attaquent à nouveau le village. Le 12 décembre, des séparatistes attaquent un lycée à Esu, enlevant huit élèves et deux membres du personnel. À la suite d'une intervention militaire, les lycéens sont libérés le jour même, tandis que les deux membres du personnel, sont toujours portés disparus. Le 20 décembre, trois soldats et deux gendarmes sont tués dans une attaque séparatiste à Wum.

### 2024
Le 9 janvier, cinq séparatistes sont tués dans une offensive militaire dans le village d'Ewai. Dans la nuit du 29 au 30 janvier, des séparatistes tuent un civil, en blessent plusieurs autres, et incendient cinq véhicules à Buéa. Selon les autorités, trois supporters des Lions indomptables sont tués et d'autres sont enlevés par des séparatistes pendant la Coupe d'Afrique des nations en janvier. Ces derniers détruisent ou volent également des téléviseurs et des radios, toujours selon les autorités. Les séparatistes attaquent également plusieurs ouvriers de la construction routière et les chassent des sites du Donga-Mantung.
Le 7 février, des séparatistes revendiquent le meurtre de quatre fonctionnaires, dont un policier, enlevés la veille dans la région du Nord-Ouest. Les autorités déclarent qu'un de ses fonctionnaires a été libéré par l'armée. Le 11 février, un attentat à la bombe est perpétré lors de la Fête de la Jeunesse à Nkambé, tuant une personne et en blessant plusieurs autres, dont des enfants. Les autorités accusent les séparatistes, qui s'étaient opposés aux festivités, et annoncent l'arrestation de trois suspects le 12 février. Le 16 février, deux personnes sont tuées lors d'affrontements à Banga Bakundu. Du 16 au 17 février, huit séparatistes sont tués lors d'une offensive militaire dans le village d'Ayukaba. Le 21 février, un adolescent est tué lors d'affrontements à Banga Bakundu.
Le 19 mars, deux civils sont tués par des séparatistes à Guzang. Dans la nuit du 22 au 23 mars, un élu local est tué à Babessi dans une attaque revendiquée par des séparatistes. Le 24 mars, au moins sept séparatistes sont tués dans une offensive militaire à Tubah. Le 26 mars, un général séparatiste surnommé « Spirito » est tué par les forces spéciales lors d'une opération à Babanki. Le 27 mars, l'armée mène une série d'opérations dans la région du Nord-Ouest, notamment contre des repaires de séparatistes à Bamenda et Kedjom Keku. Selon des rapports, environ 13 séparatistes sont tués à Bambui au cours d'une offensive militaire. À Kedjom Keku, plusieurs séparatistes sont tués au cours d'affrontements avec l'armée.
Le 10 avril, une bataille a lieu à Kumbo : la nuit, un groupe de séparatistes prend d'assaut la ville de Kumbo et attaque la base locale du BIR, faisant plusieurs morts. L'attaque aurait été menée par les Bui Unity Warriors (BUW). Par la suite, l'armée mène des représailles dans la région, incendiant des maisons dans trois villages du département du Bui et tuant trois civils et un séparatiste à Bamfem. Le 15 avril, des séparatistes présumés enlèvent deux enseignants et incendient des motos dans la localité de Njap. Le 24 avril, un général séparatiste autoproclamé surnommé « Mad Dog des Ribbons » et quatre autres séparatistes sont tués lors d'une opération militaire à Bombele. Le 29 avril, une bombe artisanale explose à Nkwen. L'attaque est revendiquée par le chef des FDA, Lucas Ayaba Cho. Une attaque de séparatistes présumés fait trois morts et plusieurs blessés à Kumba. Des séparatistes incendient un bulldozer sur le chantier de la route Tugi-Bamenda. En outre, ils saisissent et incendient une moto-taxi pour non-respect de la ville morte.
Début mai, l'ancien porte-parole des FDA, Capo Daniel, appelle à la fin des hostilités dans l'attente de négociations directes avec le gouvernement. Il réclame désormais l'autonomie des régions anglophones. Le ministre de l'Administration territoriale Paul Atanga Nji, réagit en déclarant : « Les terroristes doivent cesser de rêver et doivent se rendre sans préalable. (...) Un gouvernement légitime ne discute pas avec des bandits » et rappelle la tenue du Grand dialogue national en 2019. Le 5 mai, le « général » séparatiste Sagon, qui avait participé à l'embuscade de Bamessing en septembre 2021, et deux de ses associés sont tués lors d'une opération militaire dans le village de Bamunka. Le 10 mai, cinq gendarmes sont tués dans une embuscade tendue par des séparatistes à Eyumodjock. Le 14 mai, des séparatistes présumés font irruption dans une école à Ndu et enlèvent deux enseignants. Deux soldats et deux civils sont tués lors d'une attaque séparatiste à Bambui. Le 16 mai, quatre séparatistes sont tués lors d'une offensive militaire dans les villages de Mbven et de Ndzenji. Dans la nuit du 17 au 18 mai, des séparatistes tendent une embuscade et attaquent les forces de sécurité à Akwaya, tuant deux soldats. Le 20 mai, jour de la fête nationale, des séparatistes présumés tuent le maire et deux autres personnes à Belo. Une autre attaque a lieu à Njinikom. Le 22 mai, un docteur vétérinaire est enlevé à son domicile, puis retrouvé mort le lendemain. Le 26 mai, une attaque à la grenade dans un bar de Bamenda fait deux morts et une quarantaine de blessés. Le 28 mai, un élève et un policier sont blessés lorsque des séparatistes présumés attaquent une école à Bamenda. Dans le village de Manchok, un élève est tué et plusieurs autres personnes sont blessées lors d'une attaque séparatiste. Une personne est également enlevée. Deux soldats du BIR sont tués lors d'une attaque séparatiste dans la région du Nord-Ouest.
Le 1er juin, le délégué aux sports pour le département du Donga-Mantung est abattu. Le 5 juin, un conseiller municipal de Zhoa est tué sur la route entre Wum et Bamenda. Un taxi est incendié et des coups de feu sont tirés, provoquant la panique parmi les riverains. Le 10 juin, un motocycliste est tué et une passagère enlevée par des séparatistes présumés à Bamenda. Le 13 juin, un séparatiste surnommé « Général Black Bat » est tué lors d'une opération militaire à Boa Bakundu. Dans la nuit du 15 au 16 juin, un ancien séparatiste est tué par les FDA à Bamenda, trois semaines après sa reddition. Le 18 juin, des séparatistes incendient un taxi à Bamenda. Le 26 juin, un engin explosif déclenché au passage d'un véhicule tue au moins deux personnes dans le village d'Oshum, près de Batibo. Le 27 juin, un homme d'affaires est tué par des hommes armés à Bamenda. Le 30 juin, un jeune homme est mort à Bambui, victime, selon plusieurs sources, d'une balle perdue lors d'un échange de tirs entre les forces gouvernementales et les séparatistes.
Dans la nuit du 30 juin au 1er juillet, plusieurs sources confirment que les forces gouvernementales ont intercepté et tué deux séparatistes, dont les corps ont été brûlés. La situation générale est alarmante, selon Fon Nsoh, coordinateur de l'ONG Cominsud, qui dénombre une quarantaine de morts en moins de 45 jours dans la région du Nord-Ouest. Selon cet acteur local de la société civile, le deuxième trimestre est plus violent et plus meurtrier pour les civils que le premier. Le 1er juillet, un soldat est tué par des séparatistes à Tadu. Le 2 juillet, deux soldats sont tués lors d'une embuscade tendue par des séparatistes dans la localité de Munyenge. Le 10 juillet, deux séparatistes sont tués lors d'une opération militaire à Bamenda. Le 15 juillet, des séparatistes incendient trois motos dans l'arrondissement de Ngie, reprochant à leurs propriétaires de ne pas respecter le confinement qu'ils leur ont imposé. Le 19 juillet, quatre séparatistes sont tués lors d'une offensive militaire dans la localité d'Alabukam. Le 22 juillet, une femme est tuée par balles à Bamenda. Le 28 juillet, la maire adjointe d'Oku est blessée par balle.
Dans la semaine du 29 juillet au 2 août, deux taxis sont incendiés dans la commune d'arrondissement de Bamenda II. Les localités de Mbengwi et Ndjimbi sont les cibles d'attaques qui se soldent par l'enlèvement d'un homme et la blessure d'autres. Le 7 août, deux policiers sont tués par des séparatistes à Bamenda. Le 9 août, deux policiers sont tués dans l'explosion d'un engin explosif improvisé dans la ville. Le 16 août, un policier est tué par des séparatistes à Kumbo. Le 20 août, le commandant des Tigres de l'Ambazonie, le « général Robosco », est tué près du lac Nyos lors d'une opération militaire. Le 23 août, une personne est tuée par balle et une autre grièvement blessée lors de deux attaques distinctes à Bamenda. Dans la nuit du 24 août, trois policiers sont tués dans l'attaque d'un poste de police à Buéa. Le groupe séparatiste Fako Mountain Lions revendique l'attaque. Le 25 août, un chauffeur d'une ONG est tué par des hommes armés non identifiés à Bamenda. Le 27 août, des assaillants cachés dans la brousse ouvrent le feu sur une patrouille militaire près de Bamenda, tuant un soldat. L'attaque est attribuée à des séparatistes.
Le 2 septembre, des séparatistes tuent un chauffeur et incendient un taxi à Bolifamba, dans la commune de Buéa. À Mbatu, près de Bamenda, trois personnes sont tuées par des séparatistes. Le 8 septembre, trois séparatistes sont tués lors d'une opération militaire dans la localité de Sop. Le 18 septembre, plusieurs salles de classe d'une école publique de Balikumbat sont gravement endommagées lors d'une attaque menée par des séparatistes. Dans le département du Bui et à Tubah, des échanges de tirs éclatent. Le BIR mène une opération dans la localité de Tan, tuant un commandant séparatiste. Le 19 septembre, une personne est tuée dans un attentat à la bombe sur un marché de Bamenda et six autres, dont un nourrisson, sont blessées. Des échanges de tirs éclatent à Muea, près de Buéa.
Le 1er octobre, date de la proclamation symbolique d'indépendance de l'Ambazonie, les principales villes des régions anglophones, telles que Bamenda, Buéa, Limbé et Kumba, sont confinées à l'appel des séparatistes. Dans les zones rurales, plusieurs défilés clandestins sont organisés par les groupes séparatistes. Le 8 octobre, l'armée mène une opération dans le village d'Effa, visant un repaire de séparatistes, au cours de laquelle un commandant, surnommé « général Popo » est tué. Le 9 octobre, des séparatistes prennent d'assaut un poste militaire dans la localité de Mejang, tuant deux soldats. Le 18 octobre, six séparatistes présumés sont arrêtés par la police nigériane à Akamkpa, dans l'État de Cross River. Le 23 octobre, deux généraux séparatistes sont abattus lors d'un affrontement avec les forces de défense et de sécurité dans l'arrondissement de Balikumbat. Leurs corps sont exposés au public. Le 24 octobre, le 6e Bataillon régional d'intervention rapide effectue un raid dans le village de Bombanda, tuant neuf commandants séparatistes, dont le « Field Marshall Lucifer » (alias « General Lucifer »),. Le 25 octobre, un journaliste est enlevé avec trois autres personnes à Bamenda avant d'être libéré,. Le 26 octobre, à la suite d'une projection publique d'un documentaire sur le président Paul Biya organisée par le parti au pouvoir, deux habitants sont abattus et une élue municipale est enlevée et assassinée par des hommes armés non identifiés à Bamenda. Son corps est retrouvé dans un quartier de la ville le 28 octobre. Le 29 octobre, trois séparatistes présumés sont arrêtés lors d'une opération militaire à Kedjom Ketinguh.
Le 2 novembre, 11 étudiants et leurs encadrants sont enlevés par des séparatistes présumés à Baba I. Le 17 novembre, une attaque séparatiste tue trois personnes, dont un gendarme et deux civils, et en blesse grièvement un autre, dans la plaine de Mbaw. Le 20 novembre, deux taxis sont incendiés par des séparatistes présumés à Bamenda. Le 24 novembre, l'armée mène une opération à Bamenda, tuant le chef des FDA, connu sous le nom de « Général Weapon », ainsi que son adjoint, le « Colonel Mami », et trois autres personnes.
Le 7 décembre, une explosion suivie de coups de feu nourris sème la panique à Bamenda. Le 13 décembre, un affrontement éclate entre les forces de sécurité et des séparatistes dans la ville, blessant deux policiers. Le 14 décembre, des séparatistes imposent une opération « ville fantôme » dans la ville, pour marquer le deuil d'un de leurs membres, tué quelques semaines plus tôt par les forces de sécurité. Les FDA revendiquent l'action. Le 18 décembre, des séparatistes sont arrêtés dans un hôtel de Takum, dans l'État de Taraba, au Nigeria, pour trafic d'armes. Le 19 décembre, un prêtre catholique de Bamenda est libéré après avoir été enlevé par des hommes armés non identifiés. Le 29 décembre, un magistrat est enlevé par des hommes armés non identifiés à son domicile à Bamenda. De nombreux autres civils sont enlevés le même jour par des séparatistes présumés dans la ville.

### 2025
Le 4 janvier, un magistrat enlevé fin décembre 2024 dans la région du Nord-Ouest, est libéré. Le 7 janvier, la maison familiale du militant séparatiste Capo Daniel est incendiée par des séparatistes à Bamenda. Toujours à Bamenda, trois personnes sont tuées et plusieurs autres grièvement blessés lorsque que les forces de sécurité sont intervenues dans un point de deal, où se serait rendu un séparatiste présumé. Le 16 janvier, au moins une personne est tuée et six autres sont blessées lors d'un affrontement entre les forces gouvernementales et les séparatistes dans un quartier de Bamenda.
Le 4 février, un opérateur de bulldozer est tué par des séparatistes présumés à Bamenda. Le 9 février, deux séparatistes sont tués et trois autres sont capturés lors d'une opération militaire menée par le 3e BIR à Bamessing. L'opération, menée contre un repaire séparatiste, visait un chef rebelle connu sous le nom de « Général The Only Bro », qui a réussi à s'échapper. Aucune perte n'est signalée du côté de l'armée. Lors de cette opération, plusieurs armes et équipements sont saisis et trois motos, utilisés par les séparatistes, sont détruites. À Bamenda, lors d'un match du Championnat du Cameroun de football, des séparatistes font irruption et ouvrent le feu près du stade. Le match est interrompu et ne reprend pas, malgré l'intervention des forces de défense. Selon la police, personne n'a été blessé après que l'intervention rapide des forces de sécurité a forcé les hommes armés à s'enfuir. Le 10 février, des séparatistes tuent du bétail après l'échec d'une mission visant à perturber les activités de la Fête de la Jeunesse dans le Donga-Mantung. Le 16 février, un commandant séparatiste connu sous le nom de « Général JC » est tué par l'armée dans sa cachette à Bamenda. Le 17 février, un berger peul est tué par des séparatistes près de Ntumbaw, bien que sa famille ait versé une rançon. Le 21 février, les forces de sécurité font exploser en toute sécurité un EEI qui aurait été placé par des séparatistes à Bamenda. Le 23 février, des hommes armés tuent six civils dans le village de Pinyin.
Le 1er mars, à Bali, neuf séparatistes, dont un commandant, se sont rendus aux autorités. Le 17 mars, deux chauffeurs de taxi sont tués par des séparatistes présumés à Buéa. À Baba I, les forces gouvernementales lancent un raid sur un repaire de séparatistes, tuant trois d'entre eux et libérant six otages. Le 19 mars, des séparatistes « lourdement armés » attaquent un poste de gendarmerie à Magba dans la région de l'Ouest, tuant un gendarme et un policier. Selon des lanceurs d'alertes, une autre attaque a lieu dans la même région. Le 21 mars, des séparatistes mènent une attaque à Bamenda, tuant un civil, selon un site web tenu par un leader séparatiste.
Le 1er avril, un missionnaire britannique et son assistant sont enlevés par un groupe armé à Bambui. Une ONG locale évoque l'hypothèse d'une action menée par des « combattants séparatistes » en indiquant que « les autorités de l'archidiocèse travaillent à leur libération ». Le 3 avril, ils sont libérés. Le 7 avril, le séparatiste Abi Gérald, alias « Général Lord », soupçonné de préparer des attentats, est arrêté par la gendarmerie de Nkolmesseng à Yaoundé. Le 11 avril, les forces de sécurité tendent une embuscade et attaquent un groupe de séparatistes dans la région du Nord-Ouest, tuant cinq d'entre eux. Le 12 avril, des séparatistes tentent d'attaquer un avant-poste militaire dans la même région, mais l'armée repousse l'attaque, tuant quatre d'entre eux et blessant plusieurs autres. Le 18 avril, le 6e BIR mène une opération à Ndu, tuant deux séparatistes et libérant trois otages. Le 27 avril, un homme d'affaires et enseignant est assassiné par des séparatistes présumés à Bambili.
Le 4 mai, un journaliste est enlevé par des hommes armés à Bambui. Le 5 mai, deux soldats du BIR sont tués et trois autres sont blessés lors d'une attaque à l'EEI à Munyengue. Le 10 mai, le 3e BIR mène une opération de ratissage à Enwen, près d'Ashong, et saisit un important arsenal. 
Le 18 juin, trois soldats sont tués lors d'une attaque contre un poste militaire à Magba. Le 30 juin, des tirs nourris sont entendus dans le quartier Mile 16 de Buéa. Quelques heures plus tard, quatre voitures et une moto sont incendiés dans le quartier, faisant un mort. L'attaque est attribuée aux séparatistes. Le mois de juin est marqué par un pic de tension autour des examens officiels, notamment le First School Leaving Certificate (FSLC) les 10 et 11 juin, ainsi que le General Certificate of Education (en) (GCE) du 3 au 20 juin. Des groupes armés non étatiques lancent des menaces à l’encontre des parents et enseignants, les avertissant de ne pas participer aux examens. Huit attaques contre le secteur éducatif sont recensées au cours du mois.
Le 7 juillet, quatre séparatistes sont tués dans une offensive militaire à Bamenda. Le 13 juillet, un soldat est tué et deux autres sont blessés dans l'explosion d'une mine artisanale à Muyuka.
Le 2 août, quatre séparatistes, dont deux commandants, sont tués dans une offensive militaire dans la localité de Maumu.

## Rôle de la communication dans le conflit

### Visions internationales et le rôle des réseaux sociaux
Les médias internationaux et en particulier les médias français notamment Le Monde et France 24 mettent davantage l'accent sur la crise humanitaire, les violences et les dégâts causés par celle-ci et essaient d'expliquer les raisons du conflit sans vraiment chercher de responsable. La prise de position est délicate pour les pays étrangers (hors d'Afrique subsaharienne) à cause du manque d'information sur les réelles circonstances du conflit, de plus prendre parti pour les anglophones serait remettre en question le gouvernement camerounais. Cela n'est pas le cas des médias africains tels que BBC Afrique qui ont tendance à remettre en cause les actions de l'État camerounais en montrant beaucoup d'images et témoignages de victimes anglophones mais pas du gouvernement au pouvoir.
Le rôle des réseaux sociaux est considérable, en effet, au début du conflit, les réseaux sociaux ont permis à la population anglophone d'organiser leur rébellion et de rassembler les foules qui partagent leurs opinions. Selon les résultats d'un sondage au sein du Cameroun, 90 % des Camerounais anglophones pensent que l'utilisation des réseaux sociaux a donné une portée plus importante que prévu à leurs revendications. Elle a d'ailleurs provoqué l'intervention des organisations étrangères et a attiré l'attention de la population internationale,.

### Stratégies communicationnelles des acteurs
La communication au Cameroun est de par sa nature très centralisée, car ce sont les mêmes médias traditionnels qui monopolisent la diffusion de l'information. Il n'est donc pas rare que l'information soit assez semblable entre les différentes maisons de presses. On constate un haut niveau d'homologie politique du journalisme, c'est-à-dire que les journaux montrent leur implication politique de manière explicite. Une sorte de censure est même appliquée dans certains cas (lourde critique du gouvernement, appel à la rébellion, etc.). Le cas le plus évident est l'interdiction de la diffusion de la seule chaîne retransmise depuis l'étranger dédiée au Cameroun anglophone, SCBC TV, qui est considérée comme un outil de propagande séparatiste. L'État ayant un rôle très important dans l'organisation médiatique du pays, cette crise est devenue un des principaux sujets de discussion dans les médias camerounais et il est courant pour les citoyens camerounais de prendre position sur cette crise[réf. nécessaire].
Face à la crise sociale qui est devenue une crise humanitaire, la stratégie du gouvernement consiste en trois points : réfuter toute forme de persécution et de mise à l'écart de la communauté anglophone ; diaboliser les séparatistes et rassurer les médias étrangers ainsi que la population francophone du pays[réf. nécessaire].
Selon le gouvernement, les anglophones ont toujours été traités de la même façon que le reste des citoyens camerounais. Sur le plateau de la chaîne France 24, le ministre de l'Administration territoriale Paul Atanga Nji, affirme que la communication avec ces groupes a été établie depuis 2017, avant que cette crise socio-politique ne se transforme en conflit armé. Il nie aussi toute forme de mise à l'écart de l'Ouest anglophone du pays. De plus, les allégations des séparatistes seraient mensongères en tout point. Selon le gouvernement, les accusations d'exactions (incendies, tortures, meurtres…) commis par les forces de sécurité camerounaises sont fausses ou alors exagérées pour pouvoir les discréditer[réf. nécessaire].
Le second procédé est de diaboliser et discréditer les séparatistes. Pour désigner les rebelles séparatistes, les autorités utilisent des termes tels que « terroristes ». Selon le ministre de la communication Issa Tchiroma Bakary, lors d'une interview réalisée par la chaîne France 24, ces derniers constituent une minorité d'individus qui souhaitent l'amputation du pays.
Enfin, le troisième point repose sur le fait de rassurer les médias étrangers ainsi que la population camerounaise francophone, en déclarant que la situation est sous contrôle, et en minimisant les dégâts annoncés par les Nations unies. En effet, l'ONU déclare que 470 000 personnes ont été déplacées. Le ministre de l'organisation territoriale, Paul Atanga Nji, dément cette information, réfutant les statistiques et les chiffres annoncés par l'organisation internationale et Human Rights Watch, dénonçant du « conspirationnisme ». En effet, selon le gouvernement camerounais, ils y aurait 152 000 déplacés dont 90 000 sont rentrés chez eux, et que la situation chaotique qui régnait est en train de s'apaiser.
Issa Tchiroma Bakary et Paul Atanga Nji sont les principaux acteurs de cette communication intérieure et internationale. Leurs discours se sont toujours basés sur une relation attaque-défense lors des interviews, c'est-à-dire qu'ils se défendent des accusations et contre-attaque en critiquant les séparatistes. Ils répondent aux journalistes en défendant leur « camp » sans chercher à répondre aux réelles questions des journalistes et parfois en les évitant.
La communication du côté des séparatistes est très peu sophistiquée, dû aux manques de moyens et à l'arrestation systématique de leurs porte-parole et à celle de leur leader Sisiku Julius Ayuk Tabe, condamné à la prison à vie, le 20 août 2019. Elle repose essentiellement sur le bouche à oreille, de publications et de dénonciations sur les réseaux sociaux et d'une chaîne de propagande interdite appelée SCBC TV. Selon un défenseur des droits de l'homme, les séparatistes utilisent WhatsApp pour communiquer et faire leur propagande.

## Stratégies et tactiques militaires

### Armée camerounaise

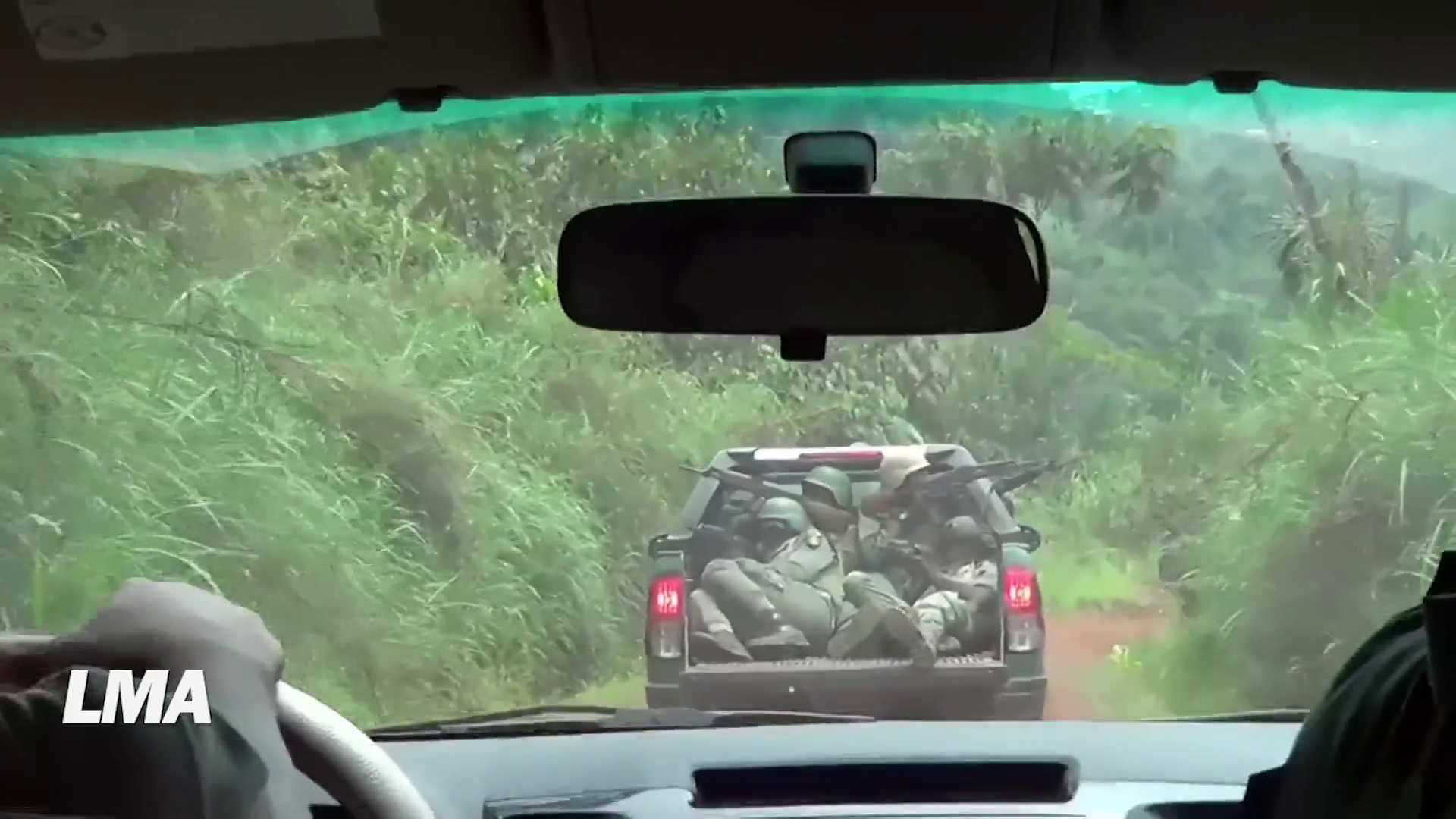
Soldats camerounais sous le feu des séparatistes.

L'armée camerounaise mène une guerre contre-insurrectionnelle, visant à frapper la base de soutien des séparatistes. Cela inclut l'incendie des maisons où se trouvent des armes et, selon les habitants mais démenti par l'armée, la réalisation de représailles. Selon le Centre Simon-Skjodt pour la prévention des génocides, en 2018 et 2019, l'armée, convaincue que la population anglophone dans son ensemble soutient les groupes séparatistes, commence à utiliser « la tactique de la terre brûlée, en rasant les villages soupçonnés d'abriter des séparatistes ». Selon l'ONG CDHDA, entre octobre 2016 et mai 2019, plus de 200 villages sont partiellement ou totalement détruits par l'armée dans des zones où opèrent des groupes séparatistes. En août 2018, le ministre de la Défense annonce que l'armée serait renforcée par 2 600 nouvelles recrues, dont 2 000 iraient au BIR. En plus de l'expansion de l'armée, le gouvernement soutient les groupes d'autodéfense locaux, qui étaient plus de trente en octobre 2019. Sans victoire militaire en vue, l'armée a cherché à au moins contenir le conflit dans les zones rurales. Fin 2018, l'armée visait à contrôler toutes les zones urbaines ainsi que les points stratégiques de la campagne, et ne cherchait pas à reconquérir l'ensemble des régions anglophones. Dans certains cas, cela a impliqué une compréhension tacite mutuelle sur la question de savoir qui contrôlait certaines zones ; les postes de contrôle séparatistes et militaires sont parfois à proximité les uns des autres, sans qu'aucun des deux camps n'attaque. La stratégie des autorités consistant à donner la priorité aux zones urbaines a commencé à donner des résultats au cours du premier semestre de 2020 ; en juin, les séparatistes avaient été largement repoussés hors de Buéa. Face à l'utilisation du vaudou par les séparatistes, certains soldats attachent un fin tissu rouge protecteur à leurs armes, censé neutraliser les sorts de l'odeshi, ce qui permet de protéger les séparatistes.

### Groupes séparatistes

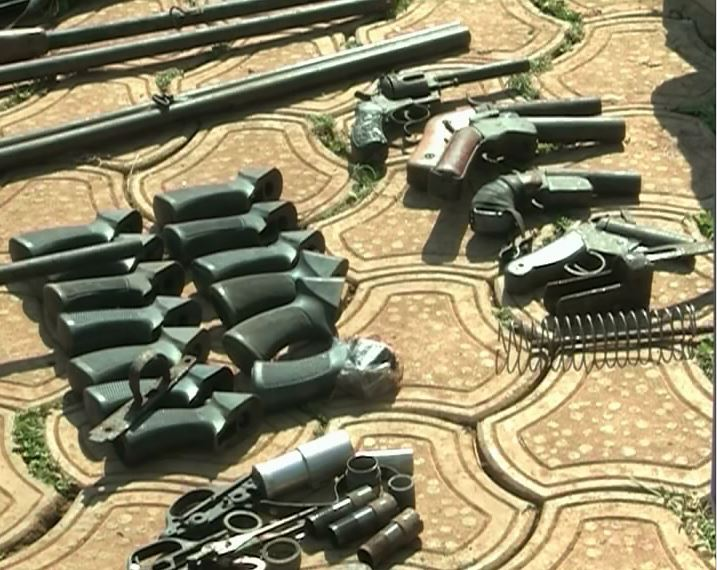
Armes des séparatistes, saisies par l'armée à Bamenda, le 6 février 2019.

Les séparatistes mènent une guérilla. Numériquement et matériellement défavorisés, ils mènent des tactiques du hit-and-run, des embuscades et des raids. Selon les FDA, en juin 2018, ils comptaient 1 500 combattants, répartis dans 20 camps à travers les régions anglophones. De nombreux groupes séparatistes, dont les FDA et les FDCM, sont directement dirigés depuis la diaspora aux États-Unis, en Norvège, en Allemagne et dans d'autres pays ; les organismes d'aide ont souvent dû négocier avec leurs dirigeants, plutôt qu'avec les séparatistes sur le terrain.
Au début du conflit, les séparatistes ont eu du mal à se procurer des armes à feu, devant se contenter de fusils de chasse et, dans certains cas, de pistolets à un coup. Au fil du conflit, ils ont progressivement obtenu un accès limité à des armes plus sophistiquées, en saisissant certaines auprès de l'armée régulière et en achetant d'autres au Nigeria. Ils ont également bénéficié de campagnes de collecte de fonds, lancées par des militants de la diaspora pour l'achat d'armes pour les groupes séparatistes. Cela a porté ses fruits au cours du premier semestre de 2019. Alors qu'ils étaient désarmés à l'automne 2018, les séparatistes étaient devenus bien plus armés à l'été 2019. Ils ont également déclaré qu'ils avaient commencé à produire leurs propres armes au sein des régions anglophones, une déclaration suivie de peu par une explosion à Mamfé tuant quatre policiers. En novembre 2020, la fabrication d'armes par les séparatistes posait une véritable menace pour l'armée régulière. Les EEI, en particulier, se sont avérés efficaces pour les séparatistes, et leur utilisation fréquente, seule ou dans le cadre d'embuscades, entraîne de lourdes pertes au sein de l'armée début 2021. L'armée ne dispose que d'un nombre limité de véhicules blindés protégés contre les mines, et les attaques à l'EEI sont devenues de plus en plus sophistiquées (y compris la détonation à distance). Cela provoque une baisse de moral parmi les soldats camerounais. De plus, certains groupes séparatistes commencent à s'associer aux séparatistes du Biafra, qui les aident à accéder au trafic d'armes nigérian. En septembre 2021, à la suite de l'embuscade de Bamessing dans laquelle 15 soldats sont tués, le ministre de la Défense Joseph Beti Assomo annonce un « changement de paradigme » dans le conflit.
Les séparatistes bénéficient d'un soutien local important, les civils leur donnant de la nourriture, les informant sur les mouvements des troupes, ou les aidant carrément à mener des attaques. Dans les territoires contrôlés par les séparatistes, un contrat social commun veut que les civils développent des liens étroits avec les insurgés, qui en retour les défendent contre les raids de l'armée. Contrairement à la plupart des soldats déployés dans les régions, les séparatistes sont des locaux, et connaissent donc mieux le terrain. Le général Donatien Melingui Nouma reconnaît que les séparatistes ont un avantage sur l'armée en ce qui concerne la connaissance du théâtre militaire : « Ce sont des jeunes des villages alentour, on les cherche mais on ne les trouve pas, nos éléments ne sont pas chez eux en forêt ». Les autorités camerounaises admettent qu'elles avaient peu de contrôle sur la situation sécuritaire en dehors des villes. Le journaliste français Emmanuel Freudenthal ayant passé une semaine avec les FDA en 2018, déclare que les séparatistes contrôlaient une grande partie des villages parce que les infrastructures des régions anglophones sont si peu développées qu'il est difficile pour l'armée d'accéder à ces zones.
Le gouvernement intérimaire de l'Ambazonie souligne que le conflit se déroulera uniquement dans les régions anglophones, et affirme que les attaques à travers la frontière ont été des opérations sous fausse bannière par le gouvernement camerounais. Cette position n'est pas partagée par le Conseil de gouvernement de l'Ambazonie (AGovC). En mars 2019, les FDA ont annoncé qu'ils porteraient la lutte armée dans les régions francophones du Cameroun, défiant ainsi le gouvernement intérimaire. Les FDA se sont alliés au Peuple indigène du Biafra et à sa branche armée, le Réseau de sécurité de l'Est, en 2021, et ont déclaré que cette alliance entraînerait des opérations militaires conjointes. Le leader de l'AGovC, Lucas Ayaba Cho, a résumé la stratégie des FDA de la manière suivante : « 60% du PIB du Cameroun est réalisé en Ambazonie. [...] Nous devons essayer d'élever le coût de l'occupation à un niveau supérieur aux profits qu'ils obtiennent ici ».
Les séparatistes utilisent également le culte vaudou, qui offrirait une protection surnaturelle contre les balles, appelée odeshi. Certains syndicalistes affirment que les combattants séparatistes sont rendus invisibles par ce rituel vaudou nigérian. Le journaliste Franklin Bayen estime que « ce n'est pas une guerre normale (...) cette guerre semble unilatérale avec des combattants sans visage (...) qui tuent les troupes gouvernementales, mais ne sont pas tués même dans une confrontation directe. C'est une guerre qui témoigne de signes de mysticisme qu'il est difficile d'expliquer sans paraître superstitieux ». Les soldats dans les zones de conflit rapportent à peu près la même idée : « vous tirez sur quelqu'un et il ne meurt pas [...] vous voyez la moto rouler et personne ne la conduit ». La croyance selon laquelle l'odeshi fournit une armure surnaturelle est très efficace, car elle crée un mythe d'invincibilité parmi les séparatistes et les soldats, dont le moral peut être affecté par l'odeshi.

## Exactions

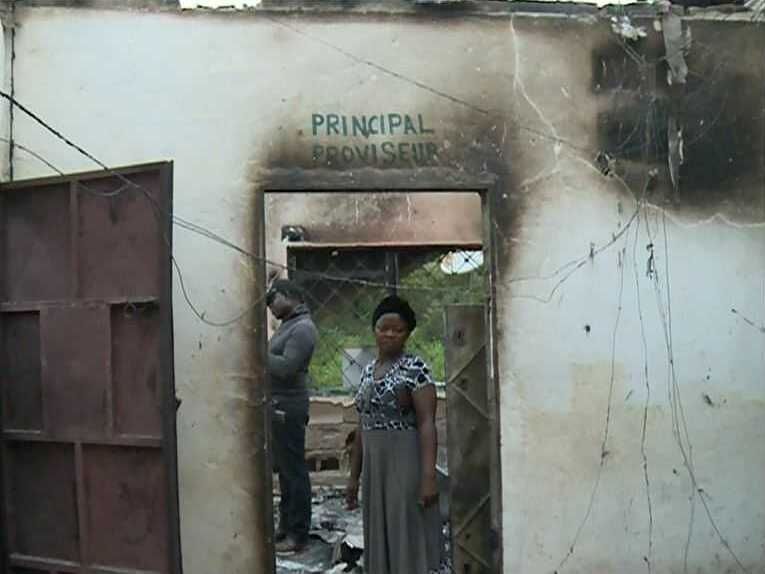
Lycée incendié à Fontem, le 22 juillet 2019.

En mai 2018, les États-Unis accusent le gouvernement camerounais et les séparatistes d'exactions, citant des assassinats ciblés, l'incendie et le pillage de villages du côté gouvernemental, et le meurtre de gendarmes, l'enlèvement de fonctionnaires et l'incendie d'écoles du côté séparatiste. Le 12 juin 2018, Amnesty International dénonce les violations des droits de l'homme commises.
En 2019, l'ONU recense 1 065 cas de violences sexuelles, dont 289 concernent des agressions sexuelles ou des viols dans les régions anglophones. Le 6 mai 2019, HRW accuse les autorités camerounaises de détentions au secret, de disparitions forcés et de torture. Le 5 août 2019, l'ONG Human Rights Watch (HRW) dénonce les exactions commises par l'armée et les groupes séparatistes sur de nombreuses personnes handicapées et âgées dans les régions anglophones.
Entre février et décembre 2020, l'ONU recense plus de 4 300 cas de violences sexuelles et sexistes dans les deux régions anglophones. Dans près de la moitié des cas, il s'agissait d'agressions sexuelles ou physiques ou de viols, tandis que les enfants étaient victimes dans environ 30 % des cas.
Entre janvier et mars 2021, près de 500 cas de viols et d'agressions sexuelles ou physiques sont recensés dans ces régions, ainsi que plus de 500 autres cas de violences contre les femmes, notamment des mariages forcés, des privations de ressources économiques et des violences psychologiques. Le 2 août 2021, HRW dénonce de nouvelles exactions commises par l'armée et les séparatistes.
Le 27 juin 2022, HRW accuse les séparatistes de commettre des « violations graves des droits humains ». Le 11 août 2022, Human Rights Watch publie un rapport accusant l'armée d'être à l'origine de « meurtres », de « détentions arbitraires » et de « pillages » de villages et de centre de santé dans la région du Nord-Ouest.
En 2023, des experts estiment que les groupes séparatistes se tournent davantage vers une économie criminelle en raison des revers subis. Yerima Kini Nsom, rédacteur en chef du bihebdomadaire anglophone The Post, observe que les séparatistes se livrent à des enlèvements et à des extorsions dans les zones rurales où ils se sont repliés. L'historien Raoul Sumo Tayo note une évolution vers le terrorisme pur, avec un nombre croissant d'attentats à la bombe. De plus, les engins explosifs sont utilisés sans discernement. Les vols, le racket, les enlèvements contre rançon, les attaques contre les institutions de microfinance et les particuliers se multiplient.
Le 4 juillet 2023, Amnesty International accuse chaque camps d'« atrocités », dont des exécutions, tortures et viols.

## Bilan humain
Selon Amnesty International, entre septembre 2017 et février 2018, plus d'une quarantaine de gendarmes et de policiers sont tués. Selon un document officiel obtenu le 20 juin 2018 par l'AFP, 81 militaires et policiers ont été tués depuis le début du conflit. En l'espace de deux semaines, dans la seconde moitié du mois de juin, le bilan officiel s'alourdit à plus de 120 morts. Le 18 septembre 2018, Amnesty International fait état de 160 membres des forces de sécurité et de 400 civils tués depuis le début du conflit. En octobre 2018, au moins 420 civils, 175 membres des forces de sécurité et un nombre indéterminé de séparatistes sont tués,. En novembre 2018, environ 170 soldats sont tués, selon le colonel Didier Badjeck, porte-parole de l'armée camerounaise.
Selon un rapport de HRW publié le 28 mars 2019, au moins 170 civils ont été tués depuis octobre 2018. En outre, le rapport indique que « 31 membres de forces de sécurité ont été tués dans des opérations entre octobre et février ». En mai 2019, selon l'International Crisis Group (ICG), le conflit a tué au moins 1 850 personnes. En juin 2019, les pertes militaires et policières sont estimées à environ 500 morts. Les séparatistes, quant à eux, dénombrent environ 1 000 combattants tués. Les groupes fédéralistes et séparatistes contestent ces chiffres. Alors que les mouvements fédéralistes affirment que le conflit a fait entre 3 000 et 5 000 morts à l'été 2019, les séparatistes affirment qu'entre 5 000 et 10 000 personnes ont été tuées. Bien que les pertes civiles soient difficiles à déterminer, en mai 2019, elles sont estimées par des sources indépendantes à environ 650 tués, sur un bilan total de 1 850 morts. En janvier de la même année, le diocèse de Kumbo documente 385 décès civils dans la seule ville de Kumbo, au cours des sept derniers mois. En septembre 2019, le bilan estimé est de 3 000 morts, en comptant à la fois les séparatistes et les civils.
En février 2020, entre 800 et 1 000 soldats sont tués. En outre, au moins 250 membres de l'ethnie Mbororo sont tués en juillet 2020, en comptant à la fois les civils et les miliciens.
Selon un rapport de Global Initiative Against Transnational Organized Crime (en) (GI-TOC) et de l'Armed Conflict Location and Event Data (en) (ACLED) publié en septembre 2024, entre 2017 et 2023, 2 600 civils ont été tués par les séparatistes et 1 600 civils ont été tués par l'armée. Selon le même rapport, en 2023, les séparatistes ont fait plus de 300 victimes civiles.
Le 12 janvier 2024, Human Rights Watch estime qu'« au moins 6.000 civils ont été tués par les forces gouvernementales et les combattants séparatistes ».
En octobre 2024, plus de 6 500 personnes ont été tuées, depuis le début du conflit.

## Conséquences

### Réfugiés et déplacés internes

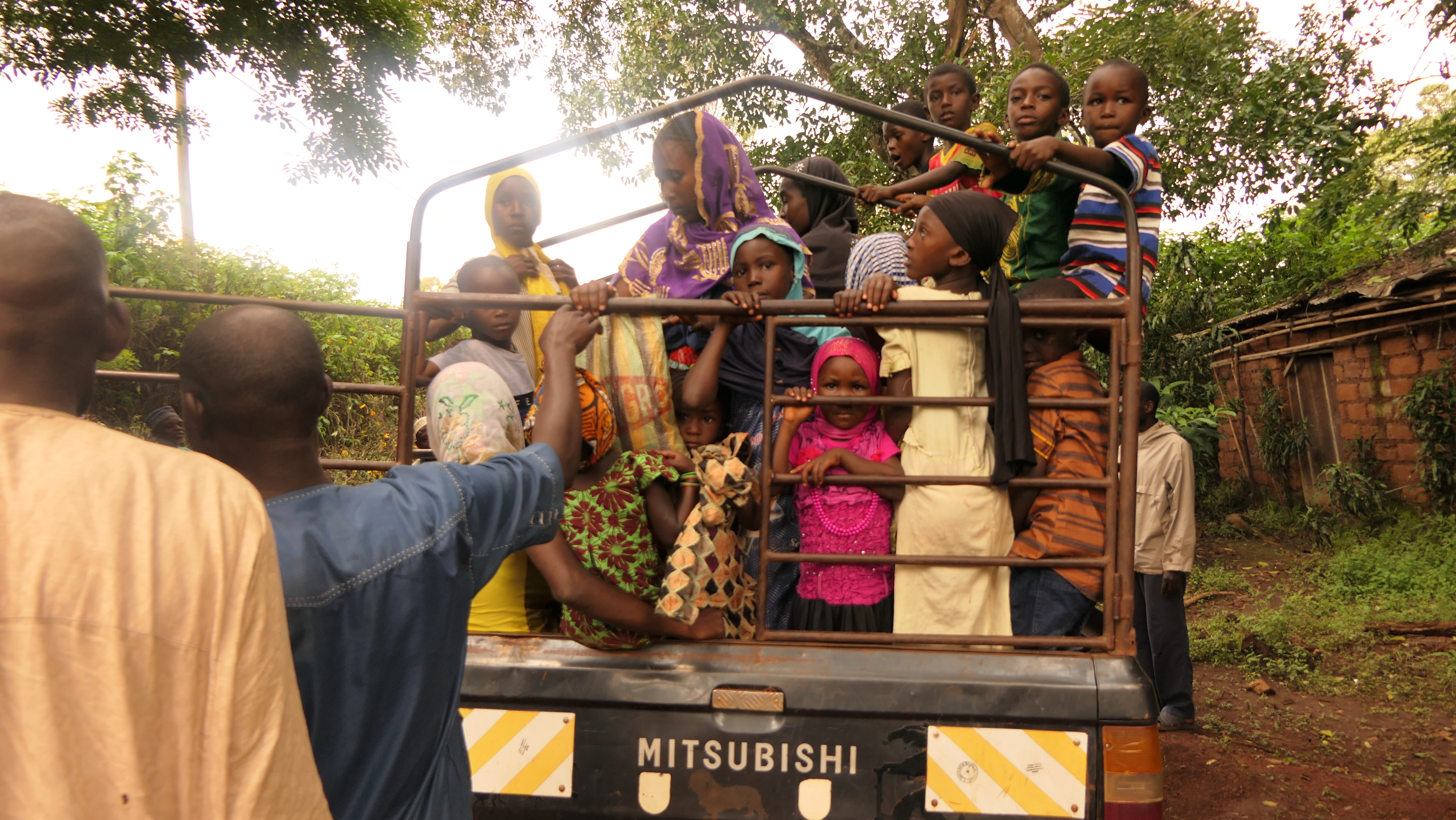
Transport d'enfants déplacés de la région du Nord-Ouest à Bamendjing, le 13 juillet 2019.

En novembre 2017, selon le Haut Commissariat des Nations unies pour les réfugiés (HCR), près de 2 000 réfugiés sont enregistrés au Nigeria alors que 3 000 sont en attente de procédure. En janvier 2018, 15 000 personnes avaient fui les régions anglophones pour se réfugier dans le pays. Ce nombre est passé à au moins 40 000 personnes en février de la même année. En juillet 2018, plus de 180 000 personnes avaient été déplacées.
En mai 2019, 530 000 personnes avaient été déplacées à l'intérieur du pays et 35 000 avaient fui au Nigeria. En juin 2019, l'UNICEF a déclaré que 1,3 million de personnes dans les régions anglophones avaient besoin d'une aide humanitaire.
En août 2022, 598 000 personnes avaient été déplacées à l'intérieur du pays et au moins 2 millions de personnes avaient besoin d'une aide humanitaire.
En octobre 2024, plus de 1,8 million de personnes avaient besoin d'une aide humanitaire. Plus de 584 000 personnes ont été déplacées à l'intérieur du pays. Plus de 73 000 sont devenues des réfugiés au Nigeria.
Le Bureau de la coordination des affaires humanitaires (BCAH) rapporte qu'au cours du mois de juin 2025, près de 300 civils ont été déplacés de force depuis le village de Banga-Bakundu dans la région du Sud-Ouest, vers des localités voisines telles que Banga, Muyuka, Bombe-Bakundu et Mbalangi. Selon le BCAH, « ce déplacement est lié à la position stratégique de la communauté, devenue un point chaud du conflit en cours ».

### Fermeture des écoles et déscolarisation
En juin 2019, près de 6 000 écoles, soit plus de 80 % des écoles de ces régions sont fermées, affectant plus de 600 000 enfants. Selon l'UNICEF, deux mois après la rentrée scolaire 2019, environ 90 % des écoles primaires publiques, soit plus de 100 écoles et 77 % des écoles secondaires publiques, soit 744 établissements restent fermées ou non opérationnelles. Depuis le début du conflit, 855 000 enfants ne sont plus scolarisés.
Le 12 février 2024, le BCAH indique dans un rapport que plus de 200 000 enfants sont déscolarisés du fait de la fermeture de plusieurs écoles. En effet, selon les données de le BCAH, 2 875 établissements scolaires n'ont pas rouvert leurs portes depuis la rentrée 2023, soit 41 % des établissements. Selon l'UNICEF, près de 500 000 enfants étaient déscolarisés en 2024.

### Crise économique et agricole

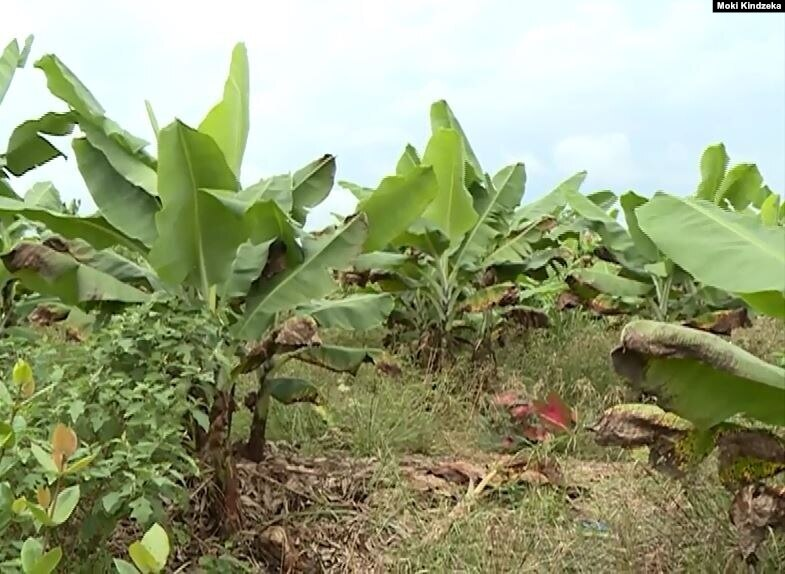
Bananeraie abandonnée à Buéa, le 18 juillet 2019.

Le conflit a gravement nui à l'économie locale. En avril 2018, la Cameroon Development Corporation (CDC), une entreprise publique comptait officiellement 20 280 employés, le nombre s'abaisse à 6 270 en août 2019. En juin 2018, l'entreprise agro-industrielle a déclaré que le conflit pourrait entraîner la perte de 5 000 emplois à court terme. En juillet 2018, l'ONG Human Is Right, installée à Buéa, a indiqué que le conflit a entraîné une hausse de 70 % du chômage dans l'agriculture. Les secteurs de l'huile de palme et du cacao dans la région du Sud-Ouest avaient pris un coup sévère, l'entreprise agro-industrielle Pamol Plantations Plc abandonnant les plantations dans certaines zones.
L'entreprise privée Telcar Cocoa a indiqué que la production de cacao avait chuté de 80 %. L'ONG a suggéré que les entreprises passent des accords avec les séparatistes afin de sauvegarder leurs installations. L'industrie du thé souffre également de ce conflit. Victimes de violences et d'intimidations, les employés se rendent rarement dans les champs, où l'entretien est négligé. La production passe de 3 763 tonnes à 1 828 tonnes entre 2015 et 2018, soit une baisse de 51,4% sur la période. Dans un premier rapport paru en juillet 2018, le Groupement inter-patronal du Cameroun (GICAM) indique que les répétitives opérations « ville morte », les intimidations, les rackets, les rapts et les assassinats d'employés et de responsables d'entreprise, ainsi que les attaques ciblées sur des structures parapubliques comme la CDC, détruisent « délibérément » l'économie de cette partie du pays. Dans son rapport, le GICAM affirme que le conflit aurait entraîné une perte de 269 milliards de francs CFA (410 millions d'euros). Dans un second rapport diffusé mi-septembre 2018, le GICAM estime que les recettes d'exportation du cacao et du café arabica provenant des deux régions anglophones ont chuté de 20 %.
En 2019, les recettes fiscales annuelles dans les régions anglophones avaient chuté de 800 000 à 1 000 dollars, et en 2020, presque tous les agents du fisc avaient fui leurs postes de passage à la frontière nigériane. Le 2 septembre 2019, les régions anglophones sont déclarées « zones économiquement sinistrées » selon un décret signé par le Premier ministre Joseph Dion Ngute. Les séparatistes visent à empêcher l'État de percevoir des revenus des régions anglophones, afin que le coût du contrôle de ces régions dépasse les avantages. Un cadre d'un opérateur de téléphonie mobile signale que 62 % des pylônes de télécommunications installés dans ces zones ont été vandalisés, ce qui affecte les communications et entraîne une chute des ventes dans les deux régions. En effet, les pertes subies par le secteur du fait de la destruction des infrastructures de télécommunications s'élèvent à plus de 100 milliards de franc CFA, soit 152 millions d'euros.
Le conflit a un impact sur le commerce avec le Nigeria. Selon les dernières estimations officielles, les exportations de la région du Sud-Ouest ont chuté de plus de 20 % entre 2015 et 2017, tandis que les importations en provenance du géant d'Afrique ont baissé de 40,5 % sur la même période. Le conflit a également provoqué l'exode de la communauté d'affaires nigériane des régions anglophones, ainsi que des commerçants nigérians qui géraient les marchés clés.

### Conséquences environnementales
Le conflit a interrompu les activités de conservation dans les points névralgiques de la biodiversité du pays dans les régions anglophones. Avant la crise, bon nombre de ces zones protégées étaient encore dans un bon état, car le Cameroun était moins touristique que d'autres pays africains. Mais la crise a bloqué plusieurs projets environnementaux. Par exemple, la violence a contraint les écologistes et les ONG opérant dans la réserve naturelle de Tofala Hill, dans le Lebialem, à fuir. La réserve naturelle de Tofala Hill abrite le gorille de la rivière Cross, en voie de disparition, ainsi que d'autres espèces animales menacées comme le chimpanzé et l'éléphant d'Afrique. Ces gorilles sont également de plus en plus menacés par des groupes séparatistes telles que le Red Dragon, qui ont établi des camps dans la réserve naturelle. De même, les efforts visant à protéger le parc national du mont Cameroun, qui abrite des primates menacés, ont été entravés. Cela constitue une menace pour le chimpanzé nigériano-camerounais, qui est déjà menacé d'extinction.
L'insécurité dans les zones abritant des animaux sauvages a entraîné une augmentation de la chasse illégale incontrôlée. Le braconnage de chimpanzés et d'éléphants menacés d'extinction a augmenté dans la réserve naturelle de Tofala Hill et dans les parcs nationaux de Takamanda et de Korup après la fuite des gardes forestiers et des écogardes de l'État.
Les mesures prévues par le plan d'action climatique du Cameroun ont été interrompues par la crise. Ces mesures comprennent la fourniture d'engrais et de semences améliorées aux agriculteurs, l'installation d'énergies renouvelables dans les zones rurales et la restauration des forêts de mangroves le long de la côte de Limbé.
La crise a aggravé le problème de la gestion des déchets municipaux. Les séparatistes ont menacé de brûler la société de collecte des ordures, Hysacam. Certains de ses employés ont été attaqués. Cette situation a affecté la collecte des déchets municipaux à Bamenda et à Buéa.

## Réactions nationales

### Gouvernement
Le 28 septembre 2017, le gouvernement ordonne le déploiement de 932 gendarmes et policiers supplémentaires dans la zone. Le 29 septembre 2017, il instaure un couvre-feu dans les régions anglophones et l'accès à Internet est limité. Le 1er octobre 2017, le président Paul Biya condamne « de façon énergique tous les actes de violence, d'où qu'ils viennent, quels qu'en soient les auteurs » et appelle au « dialogue ». Les sénateurs camerounais, conduits par le président du Sénat Marcel Niat Njifenji et le président de l'Assemblée nationale Cavayé Yeguié Djibril, se réunissent au Monument de la Réunification à Yaoundé pour « exprimer leur attachement à un Cameroun uni et indivisible ». Quelques sénateurs du RDPC, parti au pouvoir dans les deux régions anglophones, assistent à la cérémonie. Le RDPC organise une marche pour protester contre la partition du Cameroun, et des manifestants se rassemblent également au Monument de la Réunification. Le 16 octobre 2017, le Premier ministre Philémon Yang entame des consultations à Bamenda dans le cadre d'un processus de « dialogue » avec les populations des régions anglophones. Le 30 novembre 2017, le président Paul Biya déclare : « Le Cameroun est victime des attaques à répétition d'une bande de terroristes se réclamant d'un mouvement sécessioniste. Face à ces actes d'agressions, je tiens à rassurer le peuple camerounais que toutes les dispositions sont prises pour mettre hors d'état de nuire tous ces criminels ». Son discours est considéré comme une déclaration de guerre par la radio d'État. Le 1er décembre 2017, le président Paul Biya convoque une réunion de sécurité exceptionnelle à Yaoundé, réunissant les chefs d'état-major et les directeurs généraux des services de l'intérieur tels que les sapeurs-pompiers et la gendarmerie. À la suite de cette réunion, un déploiement militaire est décidé dans les régions anglophones. Le 2 décembre 2017, le ministre de la Défense Joseph Beti Assomo assure que l'armée mettra en œuvre « sans état d'âme » les instructions du président Paul Biya pour mettre « hors d'état de nuire » les séparatistes anglophones violents. Le 31 décembre 2017, dans son traditionnel discours de vœux à la Nation, le président Paul Biya déclare : « J'ai instruit que tous ceux qui ont pris les armes, qui exercent des violences ou qui incitent à la violence, soient combattus sans relâche et répondent de leurs crimes devant la justice ». Il se félicite des « excellents résultats » des « opérations de sécurisation » menées dans les régions anglophones. Estimant que « dans leur immense majorité, les Camerounais aspirent à vivre ensemble, dans la paix » en régions anglophones, le président Paul Biya souhaite que « la situation revienne à la normale ». Il conclut en déclarant : « Le dialogue a toujours été et restera toujours pour moi la voie privilégiée de résolution des problèmes, pour autant qu'il s'inscrive strictement dans le cadre de la légalité républicaine ».
En février 2018, le président Paul Biya signe un décret créant une nouvelle « région militaire » dans la région anglophone. En mars 2018, le président Paul Biya déclare que l'armée devra poursuivre ses « efforts » pour un « retour à la normale » dans les régions anglophones. Le 16 mars 2018, le ministre de l'Administration territoriale Paul Atanga Nji entame une visite de 48 heures dans la région du Nord-Ouest. Il déclare aux journalistes : « Le désordre ne profite à personne » et appelle à la reconversion des séparatistes anglophones « violents » et invite les populations à miser sur l'éducation. Assurant des « perturbations orchestrées par un groupe terroriste » que les autorités locales ont gérées avec « professionnalisme », le ministre félicite également et remercie les forces de défense. « Elles ont été victimes de nombreuses provocations », mais elles ont su garder leur « sang-froid », a-t-il dit. Le 20 juin 2018, le Premier ministre Philémon Yang présente un plan d'urgence du gouvernement pour soutenir les régions anglophones, dont le coût devrait s'élever à près de 12 millions de francs CFA. Le 6 novembre 2018, lors de sa prestation de serment à l'Assemblée nationale, le président Paul Biya déclare : « Dans nos régions du Nord-Ouest et du Sud-Ouest, des forces négatives ont cru pouvoir profiter de revendications d'ordre corporatiste pour essayer de mettre en œuvre un projet de sécession. Il s'en est suivi une succession d'actes de violence terroriste auxquels le gouvernement a répondu en prenant des mesures nécessaires pour préserver l'ordre public, ainsi que la sécurité des citoyens et de leurs biens ». Il ajoute : « À ces entrepreneurs de guerre, qui mettent à mal notre unité nationale et prônent la sécession, il faut qu'ils sachent qu'ils se heurteront non seulement à la rigueur de la loi, mais aussi à la détermination de nos forces de défense et de sécurité. Je leur lance un appel à déposer les armes et à retrouver le droit chemin. J'en appelle tout particulièrement aux jeunes qui se sont laissé entraîner dans une aventure sans lendemain ». Le 30 novembre 2018, le président Paul Biya signe un communiqué indiquant qu'un « comité national de désarmement, de démobilisation et de réintégration » (CNDDR) pour les combattants des zones en conflit au Cameroun (…) a été créé par décret présidentiel ». Selon le document, le CNDDR doit permettre d'« accueillir et de désarmer les ex-combattants » du groupe islamiste « Boko Haram et des groupes armés des régions (anglophones) du Nord-Ouest et du Sud-Ouest », de « collecter » leurs armes, et d'« aider à la réinsertion dans la vie civile ».
Le 13 juin 2019, le gouvernement envoie un convoi humanitaire de plus de 50 camions chargés de nourriture, de matériel de couchage, de matériaux de construction et d'ustensiles de cuisine vers les régions anglophones. Ces dons sont destinés à aider 75 000 personnes déplacées à l'intérieur du pays. Le 11 septembre 2019, le président Paul Biya annonce la tenue d'un « grand dialogue » national à la fin du mois pour résoudre le conflit. Le 18 décembre 2019, les députés adoptent un projet de loi sur la décentralisation, accordant un statut spécial aux régions anglophones. Ce statut est la principale recommandation approuvée par les participants au grand dialogue national. Le 28 décembre 2019, un convoi humanitaire d'une centaine de camions chargés de marchandises diverses prend la route des régions anglophones. Selon le gouvernement, ce don du couple présidentiel concerne 16 000 familles, formellement identifiées comme telles.
Le 10 février 2020, lors de son traditionnel message à la jeunesse, en prélude à la Fête de la Jeunesse, le président Paul Biya se félicite de la promulgation de deux textes législatifs importants pour la décentralisation, en déclarant : « Il s'agit en réalité d'une véritable révolution pacifique qui répond aux aspirations de nos concitoyens à une meilleure participation à la gestion des affaires locales. À quoi s'ajoutent les dispositions d'un statut spécial pour les régions du nord-ouest et du sud-ouest, qui tient compte de leurs particularités sociales et culturelles ». Il lance également un appel à la jeunesse de ces deux régions : « Ceux qui se sont laissés enrôler dans des bandes armées et qui continuent d'entretenir un climat d'insécurité dans ces deux régions doivent déposer les armes, à l'exemple de ceux, nombreux, qui l'ont déjà fait et qui vivent tranquillement au sein de nos communautés ». Le président Paul Biya les « exhorte à sortir de la brousse » et à retrouver « une vie normale » dans la société. En avril 2020, le gouvernement camerounais lance le Plan de reconstruction et de développement des régions du Nord-Ouest et du Sud-Ouest (PPRD-NO/SO) afin de permettre la réhabilitation des infrastructures et le développement socio-économique de ces régions. En septembre 2020, le gouvernement camerounais était divisé sur la question des pourparlers avec les séparatistes, avec un camp, y compris le Premier ministre, qui préconise une fin négociée du conflit, et l'autre camp qui s'oppose aux négociations.

### Opposition
Le 23 novembre 2017, les députés du principal parti d'opposition, le SDF perturbent la session parlementaire par des chants. Ils demandent l'ouverture d'un débat dans l'hémicycle sur la crise. Le président de l'Assemblée nationale Cavayé Yeguié Djibril suspend les débats. En décembre 2017, le secrétaire général du SDF Jean Tsomelou, critique la « forte militarisation » des régions anglophones. Il juge la situation « inquiétante » avec « toutes les exactions commises sur les populations », déplore « les pertes en vies humaines du côté des civils et des forces de sécurité » et accuse le président Paul Biya d'avoir « laissé pourrir la situation ». Le 21 avril 2018, le parti estime que l'« l'escalade » de la violence dans les régions anglophones « a dégénéré en guerre civile ouverte » et accuse le « régime de Yaoundé » d'être « responsable » de la situation. En juin 2018, le président du parti John Fru Ndi, estime que le président Paul Biya devrait être poursuivi pour « crimes contre l'humanité » par la communauté internationale pour sa gestion du conflit. En août 2018, le candidat du SDF à la présidentielle Joshua Osih, affirme que le président Paul Biya est « le seul responsable » du conflit.
En janvier 2019, le SDF a annoncé qu'il s'opposerait à toute élection future dans le pays tant que le conflit est en cours. Le parti soutient une solution négociée au conflit, et a demandé un cessez-le-feu, l'ouverture d'un dialogue, l'amnistie pour toutes les personnes emprisonnées dans le cadre du conflit, la création d'une commission de vérité et de réconciliation, et la décentralisation du pays. En mars 2019, le SDF a accusé des membres du gouvernement camerounais de soutenir certains éléments armés dans les régions anglophones. Le 10 mai 2019, le SDF présente au Premier ministre Joseph Dion Ngute ses propositions pour résoudre le conflit. Le parti demande « un cessez-le-feu immédiat » et la démobilisation des forces armées comme des séparatistes. Le SDF demande également « la libération immédiate de tous les prisonniers politiques incarcérés dans le cadre de cette crise », ainsi que la nomination d'un médiateur pour préparer ces pourparlers. Un responsable du parti, Jean-Robert Wafo, déclare : « Tout le monde doit être écouté. Le SDF est pour le débat politique inclusif sur cette crise avec une position claire et sans ambiguïté qui est le fédéralisme comme forme de l'Etat. La sécession est à proscrire ». Il ajoute qu'« on peut bien écouter les sécessionnistes sans toutefois être d'accord avec le principe de la sécession ». En mai 2019, le SDF a annoncé qu'il boycotterait les célébrations de la Fête nationale en solidarité aux populations des régions anglophones.
De plus petits partis d'opposition, comme le Mouvement pour la renaissance du Cameroun (MRC), reprochent également au gouvernement de ne pas avoir résolu le conflit. En mai 2019, le MRC a rejoint le SDF pour boycotter les célébrations de la Fête nationale. En août 2020, le leader du MRC Maurice Kamto, a menacé de lancer une « gigantesque campagne nationale » pour renverser le président Paul Biya si ce dernier convoquait le corps électoral sans avoir d'abord résolu le conflit. Le Cameroon People's Party (CPP) a adopté une approche nuancée, condamnant à la fois le gouvernement et les séparatistes. Le leader du parti Kah Walla, a déclaré que le conflit pouvait être résolue en rétablissant le fédéralisme au Cameroun.

### Artistes et sportifs
Le 5 juin 2018, le footballeur Samuel Eto'o accepte une mission de paix dans les régions anglophones confiée par le président Paul Biya. Il déclare : « Je me tiens disponible pour tout. Le Cameroun nous appartient à nous tous, on ne peut pas construire notre pays sans la paix ». La médiation est refusée par les séparatistes, qui vont jusqu'à menacer d'assassiner le joueur s'il se rend en régions anglophones. Invitée au journal de 20h, le 18 juin 2018, sur la chaîne Équinoxe Télévision, la chanteuse Charlotte Dipanda se dit attristée par le conflit et exhorte les autorités à écouter les revendications des populations anglophones. Le même jour, le chanteur Petit-Pays s'exprime sur l'implication des artistes dans le conflit lors d'une conférence de presse à Douala : « le problème est très profond. Comme dans tous les pays du monde lorsqu'il y a un problème on consulte aussi quand même les artiste !. Mais chez nous ce n'est pas le cas. Tout est délaissé. On ne doit pas appeler les artistes seulement quand ça chauffe déjà. Pendant les élections présidentielles on a besoin des artistes seulement pour aller soutenir un camp. En plus quels artistes ? Il faut voir s'il y avait les vrais artistes (rires dans la salle). Prions Dieu que ça s'arrange. Il faut que l'Etat se manifeste, que l'Etat sollicite les artistes, qu'on leur donne les moyens de travail et essayer de voir les choses profondément. Ce n'est pas par un coup de baguette magique qu'on va essayer de le faire… Non ! Il est profond ! Il est très profond ! Tout est profond ! Et il y a des gens qui ont raison dans cette histoire-là ! ». En octobre 2018, les chanteurs et chanteuses Nabila, Blanche Bailly, Daphne, Magasco, Blaise B, Sango Edit et Mr Leo et les rappeurs Kocee et Pit Baccardi se réunissent pour interpréter un hymne à la paix intitulé We Need Peace et produit par le chanteur Salatiel.
Le 19 février 2020, le footballeur Samuel Eto'o déclare : « Notre beau pays traverse des moments difficiles et mon plus grand rêve, c'est que nos cœurs s'apaisent. C'est vraiment qu'on retrouve le vivre-ensemble qui nous a toujours caractérisés et qu'on a toujours enseigné aux autres nations ». Il ajoute : « le Cameroun c'est un pays spécial qui nous appartient tous, nous ne sommes pas parfaits – moi le premier – mais j'aimerais vraiment que nos cœurs soient apaisés et que nous revenions à de meilleurs sentiments ». Le 7 octobre 2020, la chanteuse Daphne, interrogée par un internaute sur le conflit lors de son passage dans l'émission Couleurs Tropicales animée par Claudy Siar, déclare : « le conflit n'est pas entre les francophones et les anglophones…Il n'y a aucun problème entre les francophones et les anglophones. On a un problème avec le gouvernement ». Le 22 octobre 2020, musiciens, producteurs et journalistes se mobilisent autour du mouvement #EndAnglophoneCrisis (« Mettez fin à la crise anglophone »), lancé sur les réseaux sociaux, pour appeler à la fin du conflit. Le mouvement est relayé par les chanteurs et chanteuses Daphne, Ben Decca et Mimie l'actrice Muriel Blanche l'ancien capitaine des Lions indomptables, Rigobert Song et le footballeur Fabrice Ondoa. À la suite du massacre de Kumba, le 24 octobre 2020, une réunion d'artistes est organisée par Salatiel et se tient dans le quartier Bonamoussadi à Douala. Le 1er novembre 2020, des artistes camerounais manifestent au lycée bilingue d'Essos à Yaoundé, sous la bannière du Mouvement des Artistes Camerounais pour la Paix (MAC), en hommage aux victimes de la tuerie et par extension du conflit, à l'appel du rappeur Maahlox le vibeur. De nombreuses personnalités prennent part à l'événement, notamment les chanteuses Lady Ponce et Coco Argentée et l'humoriste Moustik Karismatik.
Le 23 juin 2024, le groupe X-Maleya et Magasco sortent leur chanson Tears of Mine, qui évoque la souffrance des familles touchées par le conflit. Le groupe explique son engagement en ces termes : « lorsque la douleur devient insupportable, il est essentiel de la partager. Nous avons décidé de nous associer à la souffrance de nos compatriotes, en espérant que notre musique puisse contribuer à apporter un message de paix et d'espoir ». Magasco, pour sa part, exprime « sa gratitude d'avoir été inclus dans ce projet musical » et espère « que les populations des régions anglophones retrouveront le sourire après ces années sombres ».